# Mauritania
Mauritania, oficialmente la República Islámica de Mauritania (en árabe: الجمهورية الإسلامية الموريتانية
Al-Ŷumhūrīya al-Islāmīya al-Mawrītānīya, en francés: République Islamique de Mauritanie), es un país ubicado en el noroeste de África. Limita con el océano Atlántico al oeste, con Senegal al suroeste, con Malí al este y al sureste, con Argelia al noreste y con el territorio del Sahara Occidental (en disputa entre la República Árabe Saharaui Democrática y Marruecos) al norte. El 90 por ciento de su territorio está ubicado en el Sahara y la mayor parte de su población de 4,4 millones habita el sur templado del país, con aproximadamente un tercio concentrado en la capital y mayor ciudad, Nuakchot situada en la costa del océano Atlántico.
El nombre del país deriva del antiguo reino bereber de Mauritania, ubicado en los actuales Marruecos y Argelia. Los bereberes ocuparon lo que hoy es Mauritania a partir del siglo III d. C. Los árabes conquistaron la zona en el siglo VIII. A finales del siglo XIX, Mauritania fue colonizada por Francia como parte del África Occidental Francesa. El país consiguió la independencia de Francia el 28 de noviembre de 1960. En 2008, el gobierno civil de Mauritania sufrió un golpe de Estado encabezado por el general Mohamed Uld Abdelaziz. El 16 de abril de 2009, Abdelaziz renunció a su rango militar para competir en las elecciones presidenciales del 19 de julio, siendo elegido presidente. Fue sucedido por Mohamed Ould Ghazouani después de las elecciones de 2019, que fueron consideradas la primera transición de poder pacífica desde la independencia.
Mauritania es cultural y políticamente parte del mundo árabe: es miembro de la Liga Árabe y el árabe es el único idioma oficial, aunque el francés se habla ampliamente y sirve como lengua franca. La religión oficial es el islam, y casi todos los habitantes son sunitas. La sociedad mauritana es multiétnica: los beidan, llamados «moros blancos», constituyen el 30 % de la población, mientras que los haratin, llamados «moros negros», comprenden el 40 %. Ambos grupos reflejan el sincretismo árabe-bereber. El otro 30 % de la población está conformado por varios grupos étnicos subsaharianos.
En 2008 el 20 % de la población vivía con menos de 1,25 dólares por día. El país sufre varios problemas en materia de derechos humanos. Fue el último país en abolir la esclavitud, en 1981, aunque un informe de Amnistía Internacional publicado en 2018 afirmó que el número de personas esclavizadas en Mauritania podría superar el 1 % de su población lo cual supone una grave violación de los derechos humanos.

## Toponimia
El nombre del país proviene de la antigua región de Mauritania. Esta región, situada al norte de la cordillera del Atlas, era el territorio del pueblo bereber conocido por los romanos como mauri, donde llegaron a formar un reino. Posteriormente el Reino de Mauritania fue anexionado por Roma y dividido en las provincias de Mauritania Tingitana y Mauritania Cesariense.
El territorio de la moderna Mauritania, situado considerablemente más al sur, no se corresponde con el de la antigua región. El nombre de «Mauritania Occidental» fue propuesto por Xavier Coppolani, un oficial del África Occidental Francesa, al crear la nueva colonia francesa en el territorio de la moderna Mauritania. Este nombre, que evoca al del antiguo reino bereber, aparece por primera vez el 27 de diciembre de 1899 en un documento oficial francés.
Antes de adoptar su nombre actual, Mauritania era conocida en el mundo árabe como «Bilad Chinguetti» (el país de Chingueti), en referencia a la ciudad de Chingueti, un importante centro comercial, religioso e intelectual.

## Historia

### Antigüedad
Desde los siglos III y IV, la migración de tribus bereberes desde el norte de África desplazó a los bafours, los habitantes originarios de la actual Mauritania y los ancestros de los soninké. Los bafours eran gente principalmente agrícola, entre los primeros pueblos saharianos en abandonar su estilo de vida históricamente nómada. Con la desecación gradual del Sahara, se dirigieron hacia el sur. Siguiéndolos vino una migración, no solo de saharianos en el oeste de África, sino también de bereberes y árabes.

### Edad Media
Ya en el siglo XI, el una vez pequeño pueblo bafour había crecido en un gran imperio soninké: el Imperio de Ghana, rico y poderoso. El Imperio de Ghana, localizado en lo que ahora es el este de Mauritania y oeste de Malí, en el siglo XI llegó a tener un millón de habitantes. Las tribus bereberes locales, aunque influyentes, permanecieron lejos del poder, habiendo sido conquistados por los soninké.
Igualmente, en el norte, la población árabe-bereber había logrado un impresionante imperio propio: el Imperio almorávide, cuyo territorio se extendía cruzando el Mediterráneo hacia la península ibérica. En el año 1076, tropas islámicas (almorávides o Al Murabitun) atacaron y conquistaron el antiguo Imperio de Ghana. Durante casi quinientos años, los árabes opusieron fiera resistencia a la población local (bereberes y no bereberes), llegando a dominar Mauritania.

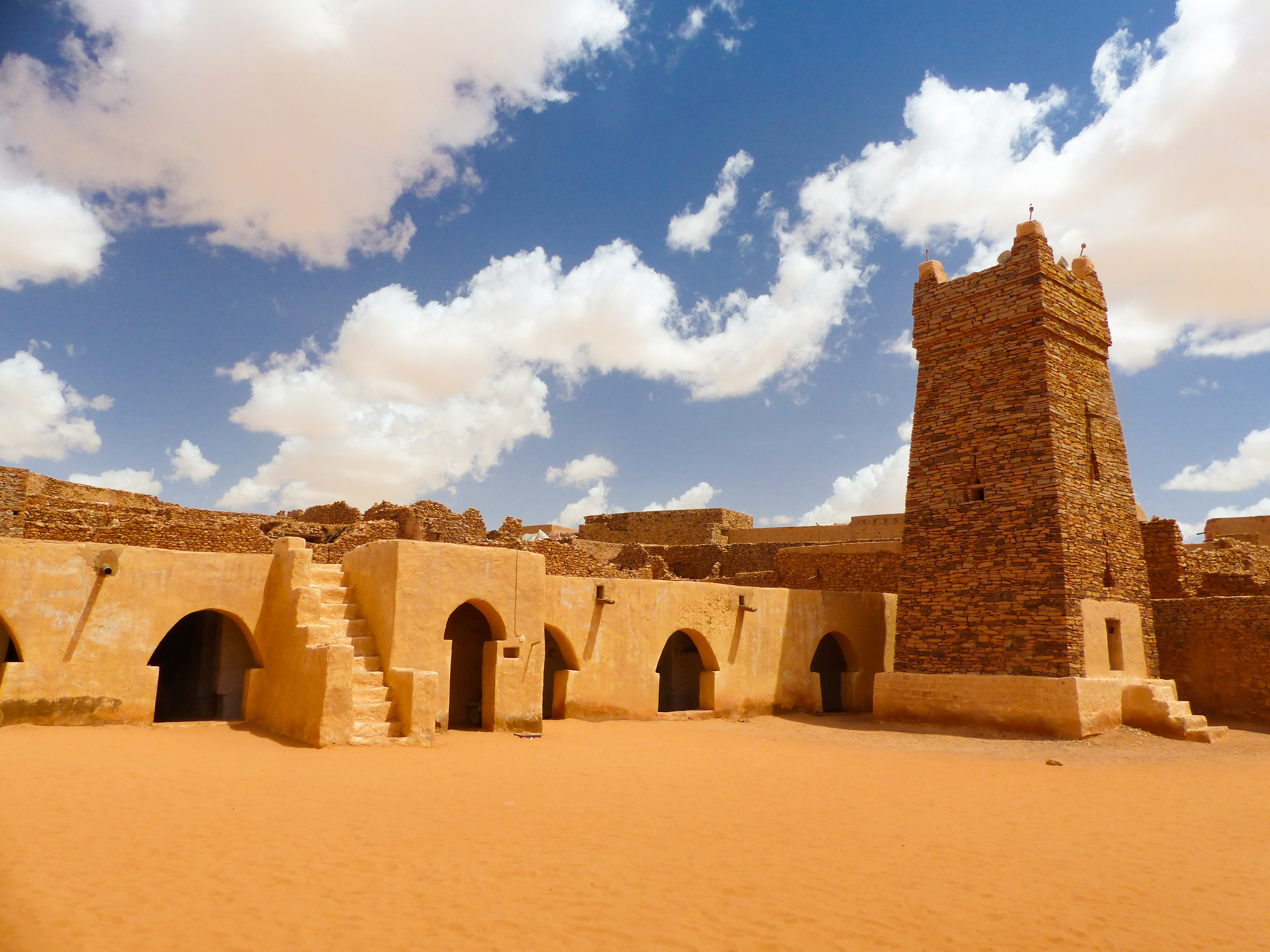
Mezquita de Chingueti construida en algún momento entre los siglos y. Declarada Patrimonio de la Humanidad

La guerra de Char Bouba (1644-74) fue el infructuoso esfuerzo final por repeler a los invasores yemenitas árabes maqil liderados por la tribu de Beni Hassan. Los descendientes de los guerreros yemenitas de Beni Hassan llegaron a ser el estrato superior de la sociedad morisca. Los bereberes retuvieron la influencia ya que de entre ellos procedían la mayoría de los morabitos de la región (aquellos que preservan y enseñan la tradición islámica).
Muchas de las tribus bereberes proclamaron el origen de Yemen; hay pocas evidencias sobre que esto sea cierto, aunque algunos estudios sí vinculan una conexión entre los dos. El hassanía, un dialecto árabe principalmente oral, influido por el bereber, cuyo nombre deriva de la tribu yemenita de Beni Hassan, se convirtió en la lengua dominante entre la población mayoritariamente nómada. Se desarrollaron castas de aristócratas y sirvientes: los moros «blancos» o kewri (la aristocracia, formada por los pueblos indígenas que nunca fueron esclavizados) y los moros «negros» o haratin (la clase esclavizada).

### Colonización francesa
Francia colonizó Mauritania al comienzo del siglo XX. Dicha colonización trajo consigo prohibiciones legales contra la esclavitud y la obligación de poner fin a las guerras entre clanes. Durante el periodo colonial, la población siguió siendo nómada, pero muchos pueblos sedentarios, cuyos ancestros habían sido expulsados siglos antes, comenzaron a retornar a Mauritania.

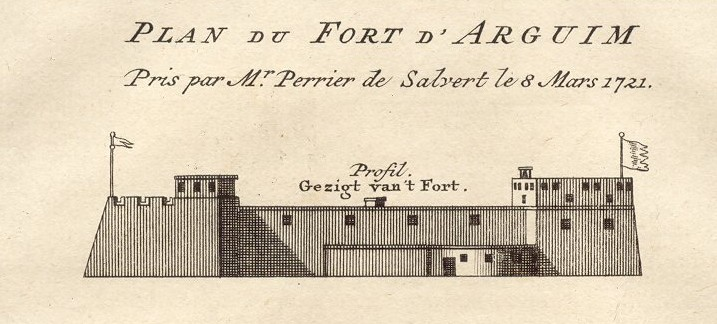
Fuerte colonial en Arguin (1721).

La colonización de Mauritania es breve y sigue esta cronología:
- 1902: Inicio de la colonización por parte de Francia.
- 1903: Mauritania es llamada «Protectorado Mauras».
- 1904: Se convierte en territorio civil francés.
- 1920: Mauritania se decretó como colonia francesa.
- 1934: Fin de la resistencia armada.
- 1945: Mauritania es declarada territorio de ultramar de la Unión Francesa.
- 1957: Se instaura en Mauritania la Ley Marco (Ley Defferre).
- 1958: Inicio de la República Islámica que se proclamó el 28 de noviembre.

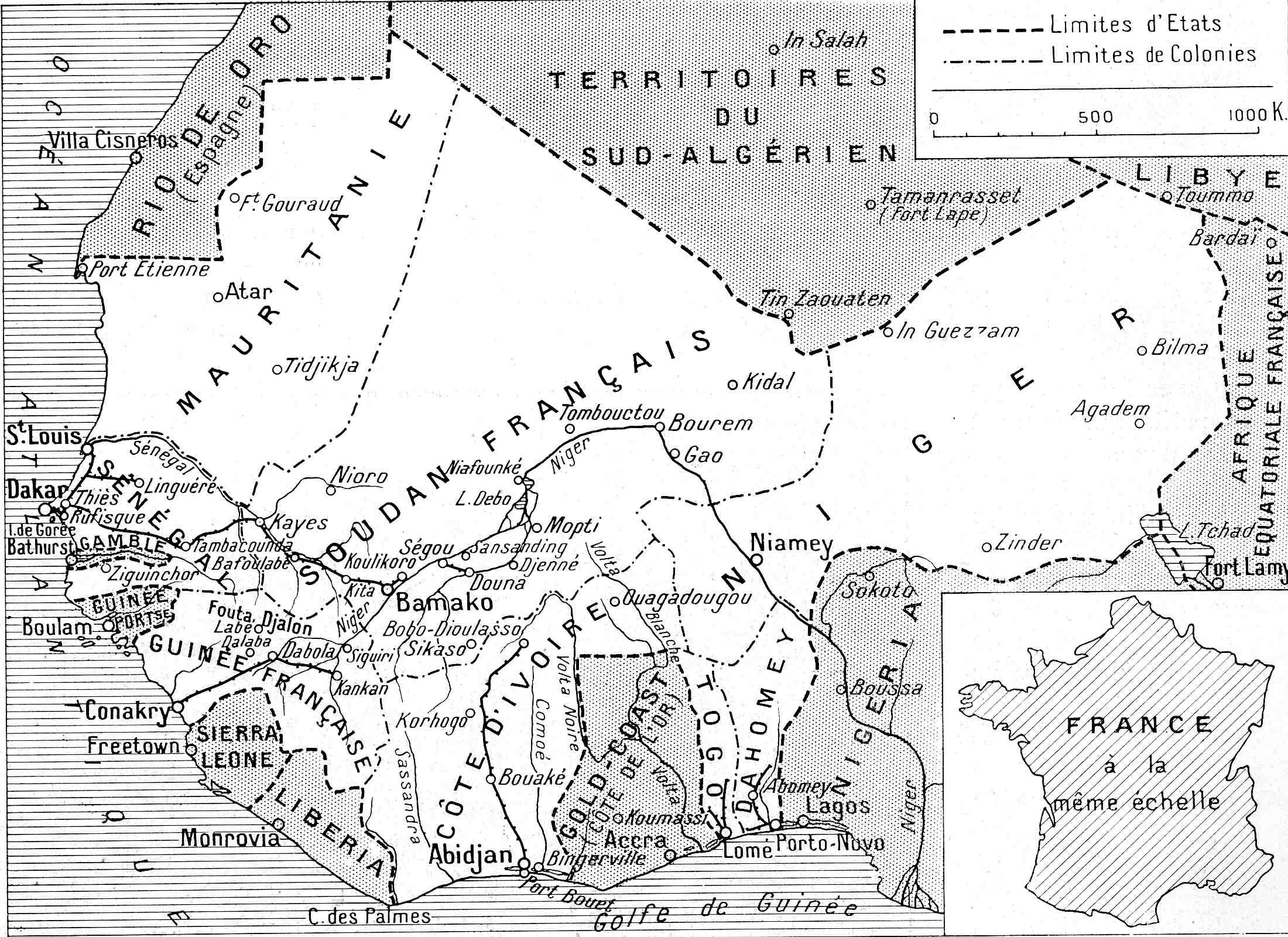
Mapa de la África Occidental Francesa en 1936

- Mapa de la África Occidental Francesa en 19361960: El 28 de noviembre se concede, en virtud de acuerdos entre Francia y Mauritania, la independencia oficial.

Los portugueses ya habían tenido contactos con los habitantes de la bahía de Arguín. Se desarrolló el comercio de la goma arábiga al norte del río Senegal. El fuerte Portendick al norte del estuario del Senegal y el valle del Senegal se convirtieron en la base para la expansión económica de los asentamientos.
Faidherbe consideraba que los emiratos eran una fuente de inseguridad y comenzó la anexión del reino de Waalo antes de la conquista de la otra orilla. Los pueblos árabes de Trarza trataron de establecer la paz entre las tribus, pero en 1899 el administrador Xavier Coppolani instituyó la Mauritania Occidental, reconociendo en 1900 los intereses de los españoles establecidos en cabo Blanco.
Los franceses se establecieron en el Adrar, en 1908 y luego en Hodh en 1911. Las fronteras se establecen después de una cumbre franco-española. En 1920, Mauritania se convirtió en una de las colonias del África Occidental Francesa. 1934 marca el final de la resistencia, mientras que 1936 marca la finalización de la ocupación militar de Mauritania.
No habrá prácticamente ningún desarrollo del país y solo mediante la dominación militar de los líderes tradicionales se consigue asegurar el área (los antagonismos entre las distintas tribus serán aprovechadas por los franceses). San Luis del Senegal (capital del África Occidental Francesa y Senegal) será la capital administrativa de Mauritania. No será hasta la independencia de la colonia, cuando se construyen puertos o aeropuertos. Durante este período, las poblaciones nómadas serán cada vez más pobres.
En noviembre de 1945, los senegaleses Amadou Lamine-Guèye y Léopold Sédar Senghor fueron elegidos miembros de la circunscripción que comprendía Senegal y Mauritania.
En 1946 Mauritania alcanzó la condición de territorio de ultramar y el 10 de noviembre de 1946 Horma Ould Babana se convirtió en el primer diputado de Mauritania en la Asamblea Nacional de Francia. Esto permitió en 1948 el desarrollo de una élite y de partidos políticos. La Ley Defferre, que data del 23 de junio de 1956, permitió la creación de un poder ejecutivo local, que es encomendado al abogado Moktar Ould Daddah.

### Mauritania independiente
Desde 1955, cuando Mauritania aún era colonia francesa, fue reclamada por Marruecos como parte del «Gran Marruecos», llegando a plantear su reivindicación en las Naciones Unidas. Hasta 1970 Marruecos no reconocería la independencia del país.

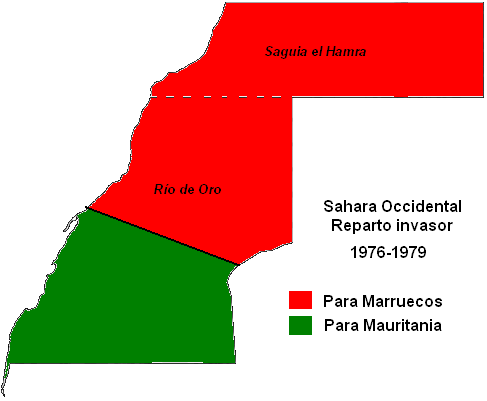
Reparto del antiguo Sahara Español entre Marruecos y Mauritania por los acuerdos de Madrid de 1975

El 28 de noviembre de 1960 se proclama definitivamente la independencia, fundándose la capital Nuakchot en el sitio donde estaba emplazada una pequeña villa colonial, el Ksar, cuando todavía el 90 % de la población era nómada. Con la independencia, un gran número de pueblos indígenas (fulani, soninké y wólof) entraron a Mauritania, trasladándose al norte del río Senegal. Educados en el idioma y costumbres francesas, muchos de estos recién llegados se convirtieron en oficinistas, soldados y administradores en el nuevo Estado.
Los árabes reaccionaron a este cambio al aumentar la presión para arabizar muchos aspectos de la vida mauritana, tales como la ley y el idioma. Se desarrolló un cisma entre aquellos que consideran a Mauritania una nación árabe y los que buscan un papel dominante para los pueblos no arabófonos. La discordia entre estas dos visiones conflictivas de la sociedad mauritana era evidente durante la violencia intercomunal que estalló en abril de 1989, pero ya se ha calmado. La tensión entre estas dos visiones sigue siendo una característica del diálogo político. Un número significativo de ambos grupos, sin embargo, buscan una sociedad más diversa y pluralista.

#### Primer golpe de Estado
El 3 de agosto de 2005 un grupo numeroso de militares, incluyendo miembros de la Guardia Presidencial, obtuvieron el control de diferentes puntos estratégicos de la capital del país en lo que fue un golpe de Estado triunfante contra el Gobierno del presidente Maaouya Ould Sid'Ahmed Taya, mientras asistía a los funerales de Estado en Arabia Saudita por la muerte del rey Fahd, constituyendo el autodenominado «Consejo Militar para la Justicia y la Democracia», nombrando al jefe de la Policía Nacional, Ely Ould Mohamed Vall como nuevo presidente del país. La Unión Europea y Estados Unidos condenaron el golpe militar y pidieron el restablecimiento de la Constitución.
La Unión Africana expulsó a Mauritania provisionalmente de su seno. El presidente derrocado se mantuvo en Níger de manera provisional. El 7 de agosto se disolvió el Parlamento y se anunció un referéndum constitucional para un año después; el Gobierno legítimo dimitió por ser contrario al golpe, siendo nombrado nuevo primer ministro el embajador de Mauritania en Francia, Sidi Mohamed Ould Boubacar, al tiempo que el nuevo régimen puso en libertad a veintiún islamistas acusados de pertenencia al Grupo Salafista para la Predicación y el Combate, organización terrorista islámica argelina vinculada a Al Qaeda. El 11 de agosto, Ely Ould Mohamed Vall asumió todas las funciones del poder legislativo.

#### Proceso democratizador

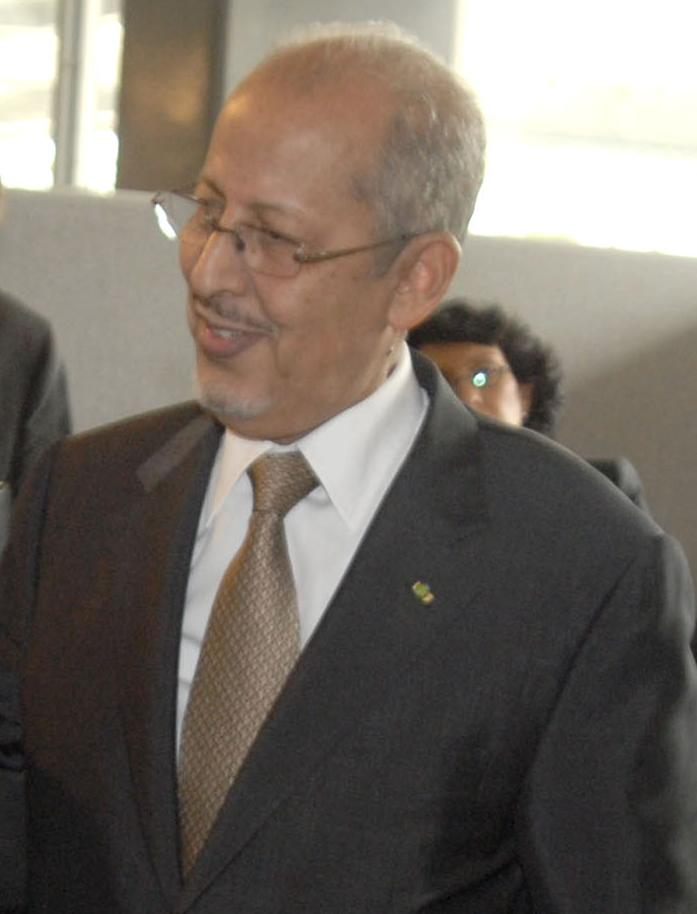
Sidi Uld Cheij Abdallahi.

El 26 de junio de 2006 se celebró un referéndum donde se reformó la Constitución y se limitó el mandato de los gobiernos. Se restablecieron las relaciones diplomáticas con Israel. Las elecciones parlamentarias tuvieron lugar el 19 de noviembre y el 3 de diciembre de 2006. Las elecciones presidenciales tuvieron lugar en marzo de 2007, siendo elegido Sidi Uld Cheij Abdallahi como nuevo presidente en sustitución de Ely Ould Mohamed Vall.
Hasta 1980 la esclavitud en Mauritania no fue prohibida. Sin embargo, en la práctica, la esclavitud sigue siendo común incluso en nuestros días. Con objeto de erradicarla en septiembre de 2007 el Gobierno promulgó una ley que criminaliza la esclavitud, de la que existen indicios de que se está aplicando con determinación. Tradicionalmente, la práctica de la esclavitud en Mauritania era dominante dentro de la clase alta tradicional. Durante siglos, la clase más baja, principalmente pobres africanos negros que vivían en las áreas rurales, ha sido considerada esclava. Hoy en día, las actitudes sociales han cambiado entre la clase alta urbana, pero en áreas rurales continúa la antigua división de clases.

#### Segundo golpe de Estado

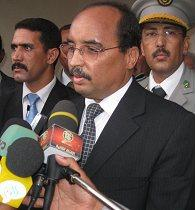
Mohamed Uld Abdelaziz en su ciudad natal, Akjoujt, el 15 de marzo de 2009

El 6 de agosto de 2008 varias unidades militares dirigidas por distintos generales y oficiales del ejército, dieron un golpe de Estado y destituyeron al presidente Sidi Uld Cheij Abdallahi y al primer ministro, Yahya Ould Ahmed El Waghef, después de que horas antes el presidente destituyese de su cargo al jefe de Estado Mayor, el general Mohamed El Ghazuani, y colocara en su lugar al coronel Abderahman Ould Bakr. Se formó un Alto Consejo de Estado formando la junta militar con el general Mohamed Uld Abdelaziz como presidente y once militares, que asumieron el poder y nombraron primer ministro a Mulay Uld Mohamed Laghdaf. Las condenas internacionales al golpe fueron amplias, desde las Naciones Unidas hasta la Unión Europea y los países que más relación tenían con Mauritania como Estados Unidos, Francia, España y Argelia, además de otros como Rusia. Estados Unidos y Francia suspendieron su ayuda no humanitaria y Argelia y Senegal no reconocieron el nuevo Gobierno, al tiempo que la Unión Africana, además de condenar el golpe, suspendía en sus derechos en la organización a Mauritania.

#### Tras el golpe de Estado
El 31 de agosto, el presidente del Alto Consejo de Estado hizo pública la formación de un nuevo Gobierno bajo la presidencia de Mulay Uld Mohamed Laghdaf como primer ministro. El nuevo gabinete estaba compuesto por 28 miembros, 22 de ellos ministros.

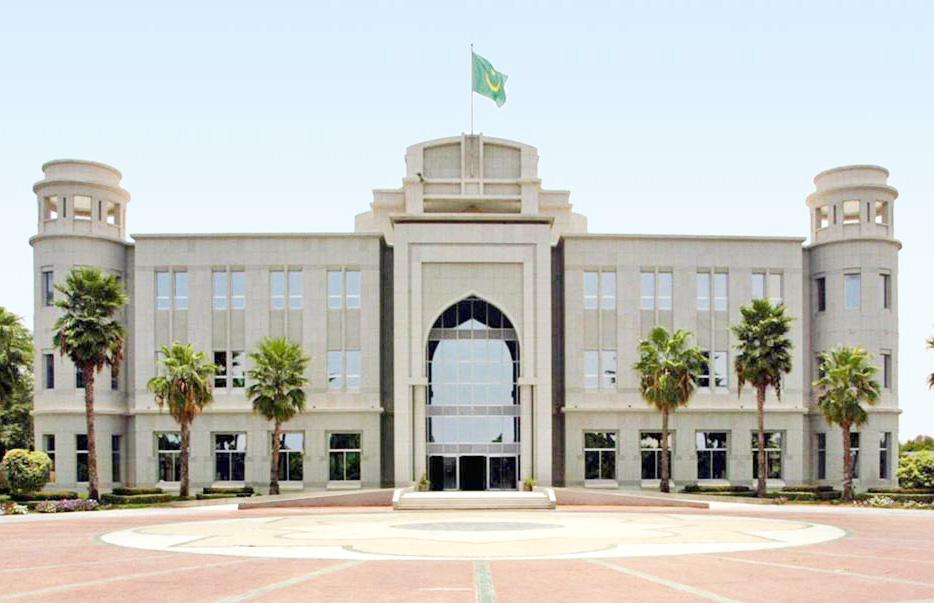
Palacio Presidencial en la ciudad de Nuakchot

## Gobierno y política
La Constitución de Mauritania fue aprobada en referéndum el 12 de julio de 1991 y promulgada el 20 de julio de 1991. Denomina al país como república islámica bajo un sistema presidencialista.
El presidente de la República es elegido por sufragio universal para un periodo de cinco años y ostenta la jefatura del Estado y del Gobierno, así como parte del poder ejecutivo, compartido con el primer ministro[cita requerida] a quien elige.
Desde 2017 el poder legislativo está basado en un sistema unicameral, residiendo en la Asamblea Nacional. Los miembros de la Asamblea Nacional se eligen directamente por la población con derecho a voto por un periodo de cinco años.
Tienen derecho a voto todos los ciudadanos de Mauritania de dieciocho años o mayor. Este grupo de personas también puede ser elegido para un cargo público.

### Elecciones
Las elecciones en Mauritania abarcan cuatro tipos diferentes: elecciones presidenciales, elecciones parlamentarias, elecciones regionales y elecciones locales.

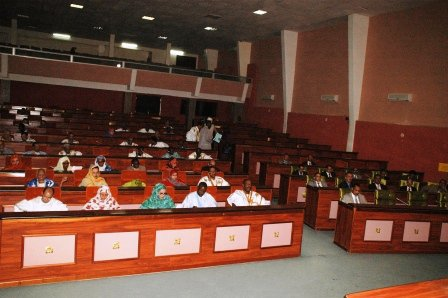
Asamblea Nacional de Mauritania

En este artículo sólo se enumeran las elecciones celebradas tras la introducción del multipartidismo con la Constitución de 1991, introducida tras un referéndum. Durante el régimen autoritario de Uld Daddah se celebraron elecciones que no se ajustaban a las normas democráticas bajo un estado de partido único, mientras que no se celebraron elecciones durante un periodo de gobierno de junta militar tras la participación de Mauritania en la Guerra del Sáhara Occidental.
Mauritania celebra elecciones presidenciales cada cinco años, en las que el Presidente de Mauritania es elegido en dos vueltas por votación popular directa.
Las elecciones parlamentarias para la Asamblea Nacional se celebran cada cinco años con un sistema de votación paralelo que combina varias listas nacionales y una votación por distrito electoral, con un sistema de dos vueltas utilizado para los distritos de un solo escaño, una papeleta general utilizada para los distritos de dos escaños, y los distritos más grandes utilizan el método proporcional del resto mayor. Mauritania tiene un sistema multipartidista con un partido gobernante dominante que ostenta la mayoría absoluta, apoyado por varios partidos minoritarios (este bloque se denomina "mayoría presidencial"). Mauritania cuenta con un elevado número de partidos, con un máximo de 105 partidos en liza en 2018.
También se celebran elecciones regionales y locales cada cinco años (normalmente al mismo tiempo que las elecciones parlamentarias) para elegir los consejos regionales y locales de Mauritania mediante un método de mayor resto proporcional. La presidencia de dichos consejos recae en el líder de la lista más votada en las elecciones.

### Partidos Políticos
Tras la independencia del país en 1960, el presidente Moktar Ould Daddah fusionó su Partido de la Reagrupación Mauritana con otros partidos de la oposición para formar el Partido Popular Mauritano (PPM), que gobernó el país como único partido legal de 1961 a 1978. Tras el golpe de Estado de julio de 1978 encabezado por Mustafa Ould Salek, el partido fue abolido y prohibido, y la dirección civil de Mauritania fue sustituida por un gobierno militar hasta que el presidente Maaouya Ould Sid'Ahmed Taya creó el Partido Republicano Democrático y Social (PRDS) en 1992.Los partidos políticos de la oposición estaban permitidos, pero no tenían posibilidades reales de alcanzar el poder.
Tras el golpe de Estado de 2005, se estableció una junta militar de transición que liberalizó el panorama político, dando lugar a un sistema político abierto y plural por primera vez en la historia del país. La junta organizó un referéndum constitucional que estableció límites a los mandatos, para después organizar las elecciones parlamentarias de 2006 y las presidenciales de 2007, en las que no se permitió presentarse a los miembros de la junta, para después entregar el poder al recién elegido gobierno civil de Sidi Ould Cheikh Abdallahi.

Este gobierno fue derrocado en 2008 por el general Mohamed Ould Abdel Aziz.La Asamblea Nacional siguió reuniéndose aunque se restringieran sus poderes, y Aziz ganó las elecciones presidenciales de 2009 tras formar la Unión por la República (UPR), que se convirtió en el partido gobernante y obtuvo la mayoría absoluta de escaños en las elecciones parlamentarias de 2013, aunque la "oposición radical", unida en el Frente Nacional para la Defensa de la Democracia (FNDD) boicoteara los comicios. Aziz ganó la reelección en 2014, que también fueron boicoteadas por la "oposición radical".La oposición decidió presentarse a las elecciones parlamentarias de 2018 (Mauritania contaba entonces con 105 partidos, la mayoría de los cuales se habían disuelto en 2019) y a las presidenciales de 2019, ya que Aziz no estaba constitucionalmente autorizado a optar a un tercer mandato. La UPR, Aziz y sus aliados de la recién creada Coordinación de Partidos de la Mayoría apoyaron a Mohamed Ould Ghazouani, un general que también participó en los golpes de Estado de 2005 y 2008 y era una figura cercana a Aziz, en las elecciones presidenciales de 2019, que Ghazouani ganó con el 52% de los votos. Después se distanció de Aziz, que abandonó la UPR, y supervisó el cambio de marca del partido en el Partido de la Equidad (El Insaf).

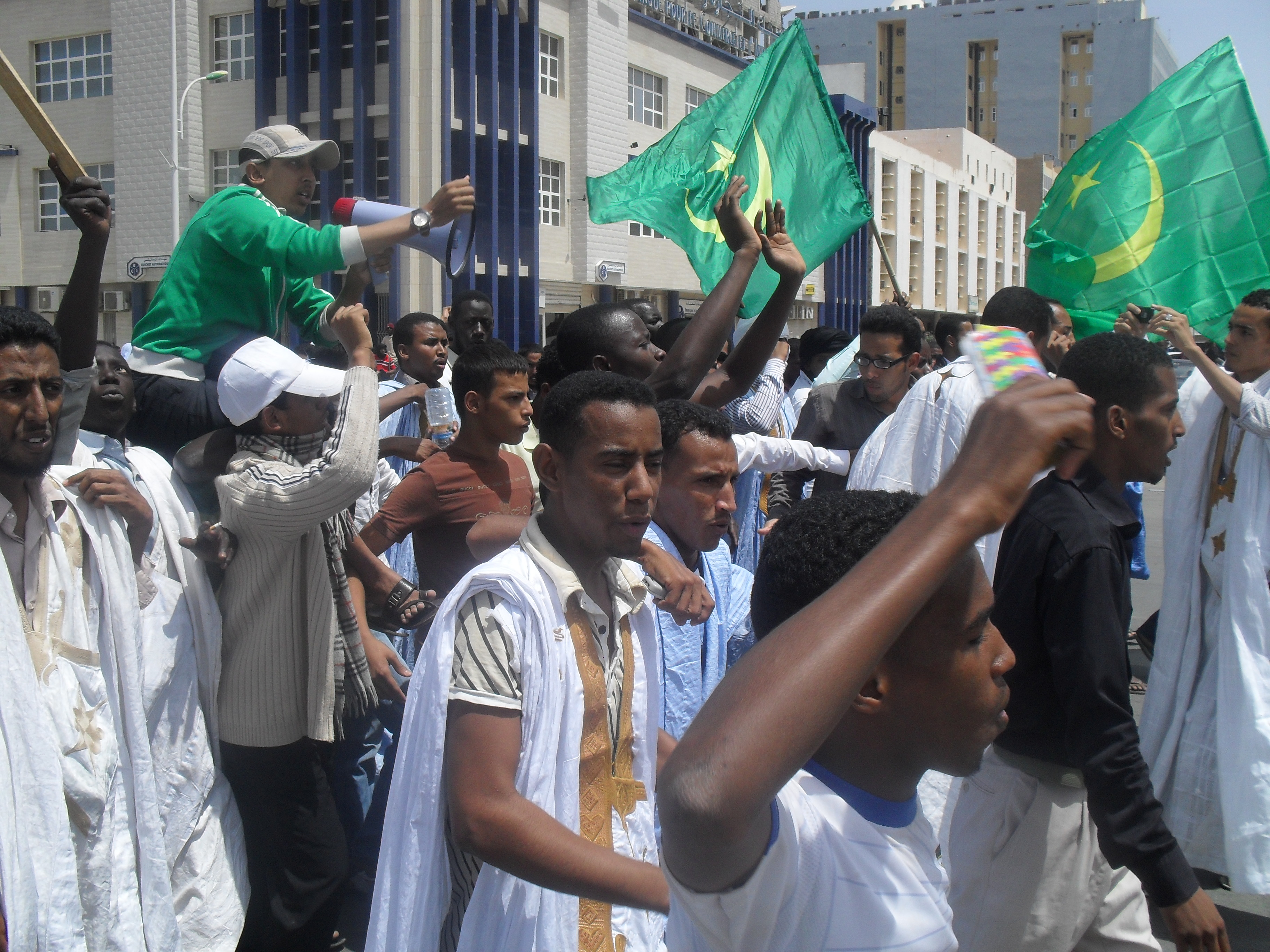
Protestas contra el gobierno mauritano en 2011

### Derechos humanos
El gobierno de Abdallahi fue ampliamente percibido como corrupto y restringió el acceso a la información gubernamental. El sexismo, el racismo, la mutilación genital femenina, el trabajo infantil, la trata de personas y la marginación política de grupos étnicos mayoritariamente del sur continuaron siendo problemas. La homosexualidad es ilegal y está penada con la pena capital en Mauritania.
Tras el golpe de Estado de 2008, el gobierno militar de Mauritania se enfrentó a severas sanciones internacionales y a disturbios internos. Amnistía Internacional lo acusó de practicar la tortura coordinada contra personas detenidas por delitos penales y políticos. Amnistía ha acusado al sistema judicial mauritano, tanto antes como después del golpe de 2008, de funcionar con total desprecio por el procedimiento legal, el juicio justo o el encarcelamiento humano. La organización ha afirmado que el gobierno mauritano ha practicado un uso institucionalizado y continuo de la tortura a lo largo de su historia posterior a la independencia, bajo todos sus dirigentes.
En 2008, Amnistía Internacional denunció que la tortura era habitual en Mauritania y afirmó que su uso estaba "profundamente arraigado en la cultura de las fuerzas de seguridad", que la utilizaban "como sistema de investigación y represión". Entre las formas de tortura empleadas figuran las quemaduras con cigarrillos, las descargas eléctricas y la violencia sexual, declaró Amnistía Internacional. En 2014, el Departamento de Estado de Estados Unidos identificó la tortura por parte de las fuerzas de seguridad mauritanas como uno de los "problemas centrales de derechos humanos" en el país.  Juan E. Méndez, experto independiente en derechos humanos de las Naciones Unidas, informó en 2016 de que las protecciones legales contra la tortura estaban presentes pero no se aplicaban en Mauritania, señalando una "ausencia casi total de investigaciones sobre denuncias de tortura".
La esclavitud persiste en Mauritania, a pesar de estar prohibida. Es el resultado de un sistema histórico de castas, que da lugar a una esclavitud basada en la ascendencia. Se estima que las personas esclavizadas son generalmente Haratin, de piel más oscura, y sus propietarios suelen ser moros, de piel más clara. Aunque la esclavitud también existe entre la parte subsahariana de la población, ya que algunos mauritanos subsaharianos poseen esclavos del mismo color de piel que ellos, y algunas estimaciones incluso afirman que la esclavitud está actualmente más extendida en esa parte de la población, en el sur del país.
En 1905, la administración colonial francesa declaró el fin de la esclavitud en Mauritania, con muy poco éxito. Mauritania ratificó en 1961 el Convenio sobre el Trabajo Forzoso, tras haber consagrado ya la abolición de la esclavitud, aunque implícitamente, en su Constitución de 1959, y aunque fue abolida nominalmente en 1981 por decreto presidencial, no se promulgó una ley penal contra la propiedad de esclavos hasta 2007.
El Informe sobre Derechos Humanos 2010 del Departamento de Estado de Estados Unidos afirma que "los esfuerzos del gobierno no fueron suficientes para hacer cumplir la ley antiesclavitud. No se ha procesado con éxito ningún caso en virtud de la ley antiesclavitud a pesar de que en Mauritania existe la esclavitud de facto".
En 2012, un documental de la CNN estimó que entre el 10% y el 20% de la población de Mauritania (entre 340.000 y 680.000 personas) vive en situación de esclavitud. Sin embargo, varios académicos consideran que esta estimación es muy exagerada.
En 2012, un ministro del Gobierno afirmó que la esclavitud "ya no existe" en Mauritania. Sin embargo, según el Índice Global de Esclavitud de la Fundación Walk Free, se calcula que en 2018 había 90.000 personas esclavizadas en Mauritania, es decir, alrededor del 2 % de la población.
Los obstáculos para acabar con la esclavitud en Mauritania incluyen:
- La dificultad de hacer cumplir cualquier ley en el vasto desierto del país
- La pobreza, que limita las oportunidades de los esclavos para mantenerse si son liberados
- La creencia de que la esclavitud forma parte del orden natural de esta sociedad.[46]

En materia de derechos humanos, respecto a la pertenencia a los siete organismos de la Carta Internacional de Derechos Humanos, que incluyen al Comité de Derechos Humanos (HRC), Mauritania ha firmado o ratificado:
| Mauritania | Tratados internacionales  | Tratados internacionales  | Tratados internacionales  | Tratados internacionales  | Tratados internacionales  | Tratados internacionales | Tratados internacionales | Tratados internacionales | Tratados internacionales  | Tratados internacionales  | Tratados internacionales | Tratados internacionales | Tratados internacionales  | Tratados internacionales  | Tratados internacionales | Tratados internacionales  | Tratados internacionales | Tratados internacionales |
| --- | ------------------------- | ------------------------- | ------------------------- | ------------------------- | ------------------------- | ------------------------ | ------------------------ | --- | ------------------------- | ------------------------- | ------------------------ | ------------------------ | ------------------------- | ------------------------- | ------------------------ | ------------------------- | ------------------------ | ------------------------ |
| Mauritania | CESCR                     | CESCR                     | CCPR                      | CCPR                      | CCPR                      | CERD                     | CED                      | CEDAW | CEDAW                     | CAT                       | CAT                      | CRC                      | CRC                       | CRC                       | CRC                      | MWC                       | CRPD                     | CRPD                     |
| Mauritania | CESCR                     | CESCR-OP                  | CCPR                      | CCPR-OP1                  | CCPR-OP2-DP               | CERD                     | CED                      | CEDAW | CEDAW-OP                  | CAT                       | CAT-OP                   | CRC                      | CRC-OP-AC                 | CRC-OP-SC                 | CRC-OP-CP                | MWC                       | CRPD                     | CRPD-OP                  |
| Pertenencia | Ni firmado ni ratificado. | Ni firmado ni ratificado. | Ni firmado ni ratificado. | Ni firmado ni ratificado. | Ni firmado ni ratificado. | Firmado y ratificado.    | Sin información.         | Mauritania ha reconocido la competencia de recibir y procesar comunicaciones individuales por parte de los órganos competentes. | Ni firmado ni ratificado. | Ni firmado ni ratificado. | Sin información.         | Firmado y ratificado.    | Ni firmado ni ratificado. | Ni firmado ni ratificado. | Sin información.         | Ni firmado ni ratificado. | Sin información.         | Sin información.         |
| Firmado y ratificado, firmado, pero no ratificado, ni firmado ni ratificado, sin información, ha accedido a firmar y ratificar el órgano en cuestión, pero también reconoce la competencia de recibir y procesar comunicaciones individuales por parte de los órganos competentes. |                           |                           |                           |                           |                           |                          |                          | |                           |                           |                          |                          |                           |                           |                          |                           |                          |                          |

### Política internacional
Formó parte del Comunidad Económica de Estados de África Occidental (CEDEAO/ECOWAS) desde el año de su formación, 1975, hasta el 2000.

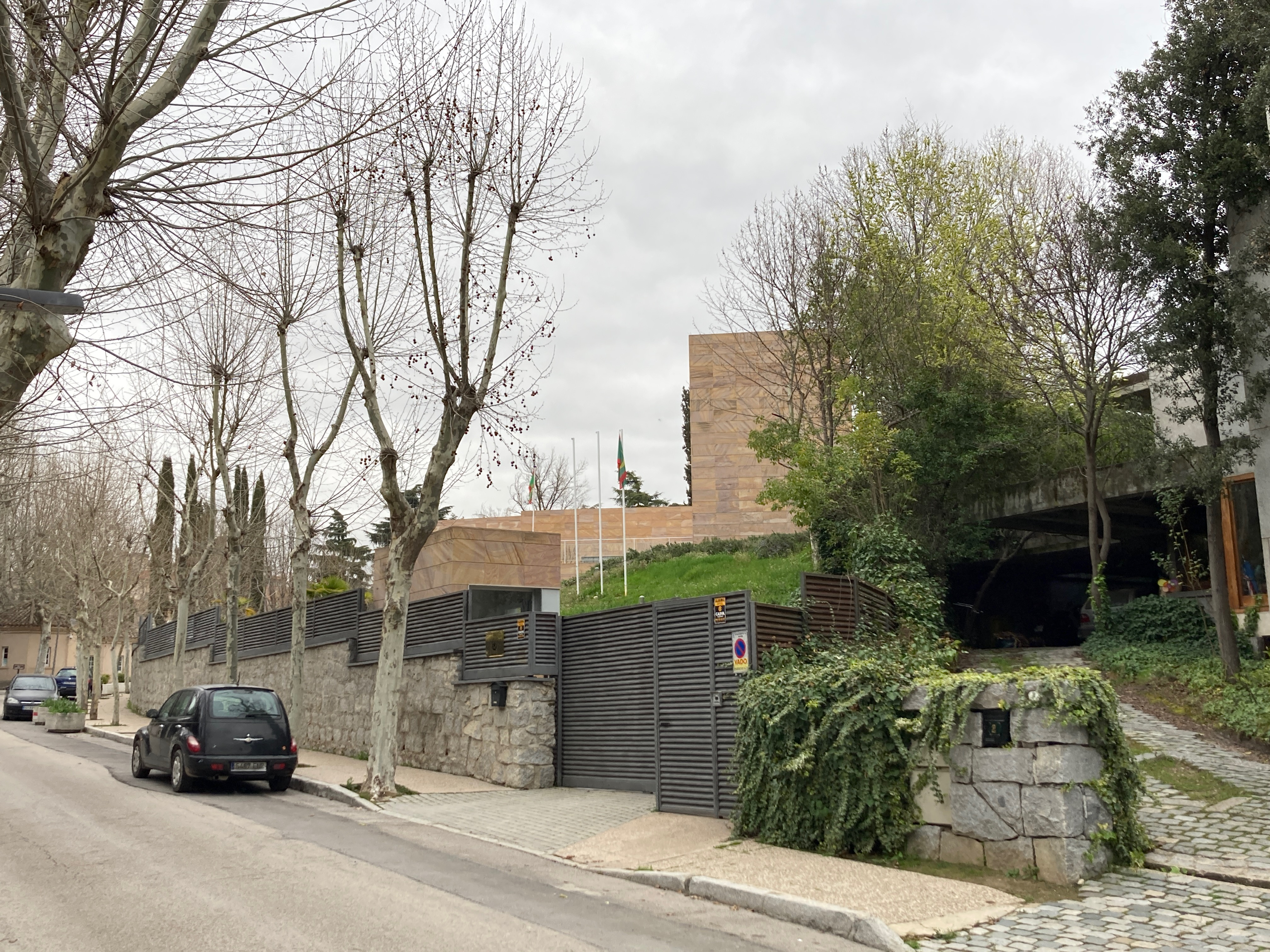
Embajada de Mauritania en Madrid, España

Desde 1960, las relaciones exteriores de la República Islámica de Mauritania han estado dominadas por las cuestiones del Sáhara Español (actual Sáhara Occidental o República Árabe Saharaui Democrática) y el reconocimiento de su independencia por parte de sus vecinos, en particular Marruecos. Las relaciones exteriores de Mauritania están dirigidas por el ministro de Asuntos Exteriores y Cooperación, que actualmente es Mohamed Salem Ould Merzoug.
Anteriormente colonia de Francia, Mauritania obtuvo la independencia en 1960, aunque la Liga Árabe no lo aprobó debido a las reivindicaciones de Marruecos sobre el Sáhara Occidental. Mauritania solicitó su ingreso en las Naciones Unidas en 1960, pero fue vetada por la Unión Soviética, que votó al año siguiente a favor de la admisión de Mauritania a cambio de la admisión de Mongolia.
En un principio, Mauritania mantuvo buenas relaciones con Francia para contrarrestar las ambiciones de Marruecos, pero en 1962 el país se apartó del apoyo generalizado a Francia y comenzó a normalizar las relaciones con sus vecinos, llegando a establecer relaciones diplomáticas con Mali en 1963 mediante el Tratado de Kayes, y con Argelia y la República Árabe Unida en 1964. En 1963, Mauritania ingresó en la Organización para la Unidad Africana (OUA), lo que provocó la renuncia de Marruecos (que no reconoció a Mauritania hasta 1969). Alentada por la OUA y la Liga Árabe, Mauritania no buscó relaciones diplomáticas con Portugal, Israel o la Sudáfrica del apartheid; hoy, tras la caída del sistema del apartheid y la descolonización del imperio portugués, las relaciones con estos países se han normalizado.

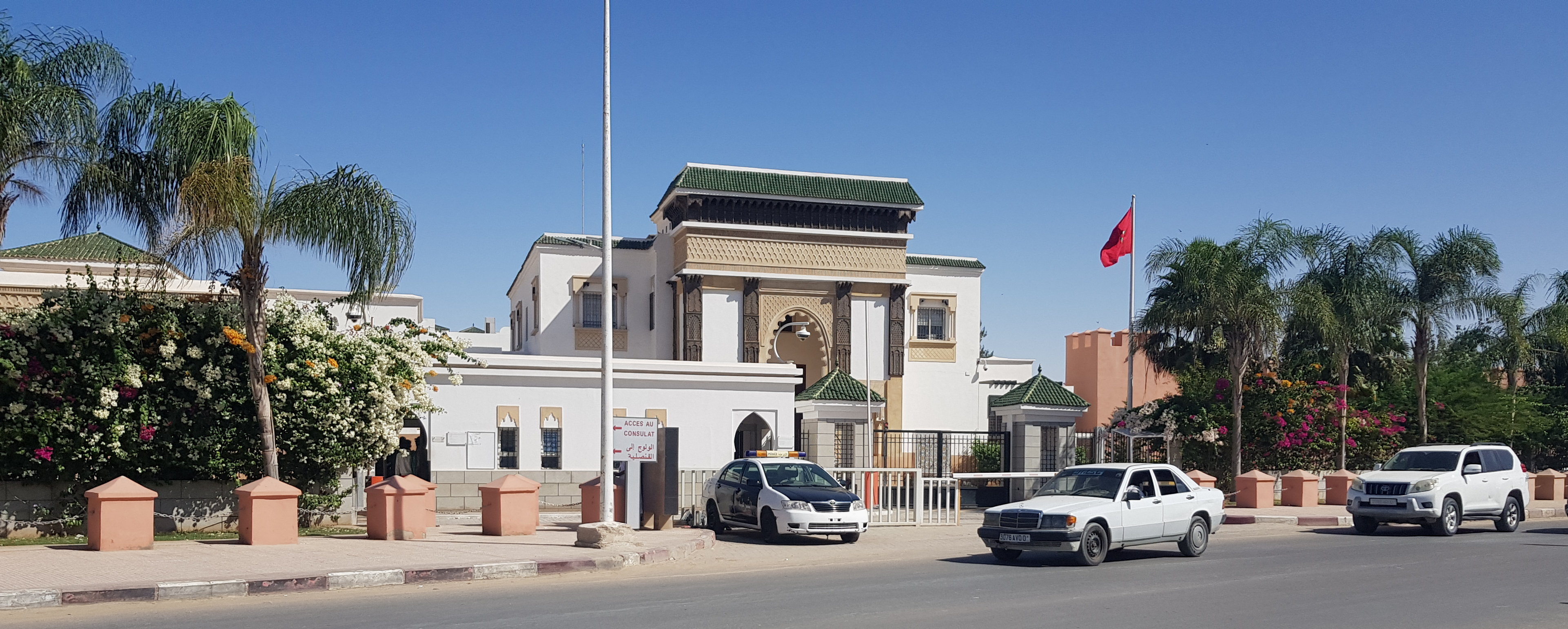
Embajada de Marruecos en Nuakchot

En 1976, Mauritania se anexionó oficialmente un tercio del entonces Sáhara español tras la retirada de España de la región. Argelia y Marruecos respondieron retirando a sus embajadores de Mauritania; además, el grupo rebelde Polisario inició una guerra de guerrillas contra Mauritania y Marruecos.
Mauritania retiró sus reclamaciones y reconoció a la República Árabe Saharaui Democrática (RASD) como gobierno soberano del territorio en 1980, aunque esto permitió a Marruecos hacerse con el control de la RASD Desde entonces, Mauritania se ha declarado neutral en la disputa, buscando un final pacífico y expeditivo al conflicto, mientras que sus relaciones diplomáticas con Argelia y Marruecos se han reanudado.

### Defensa

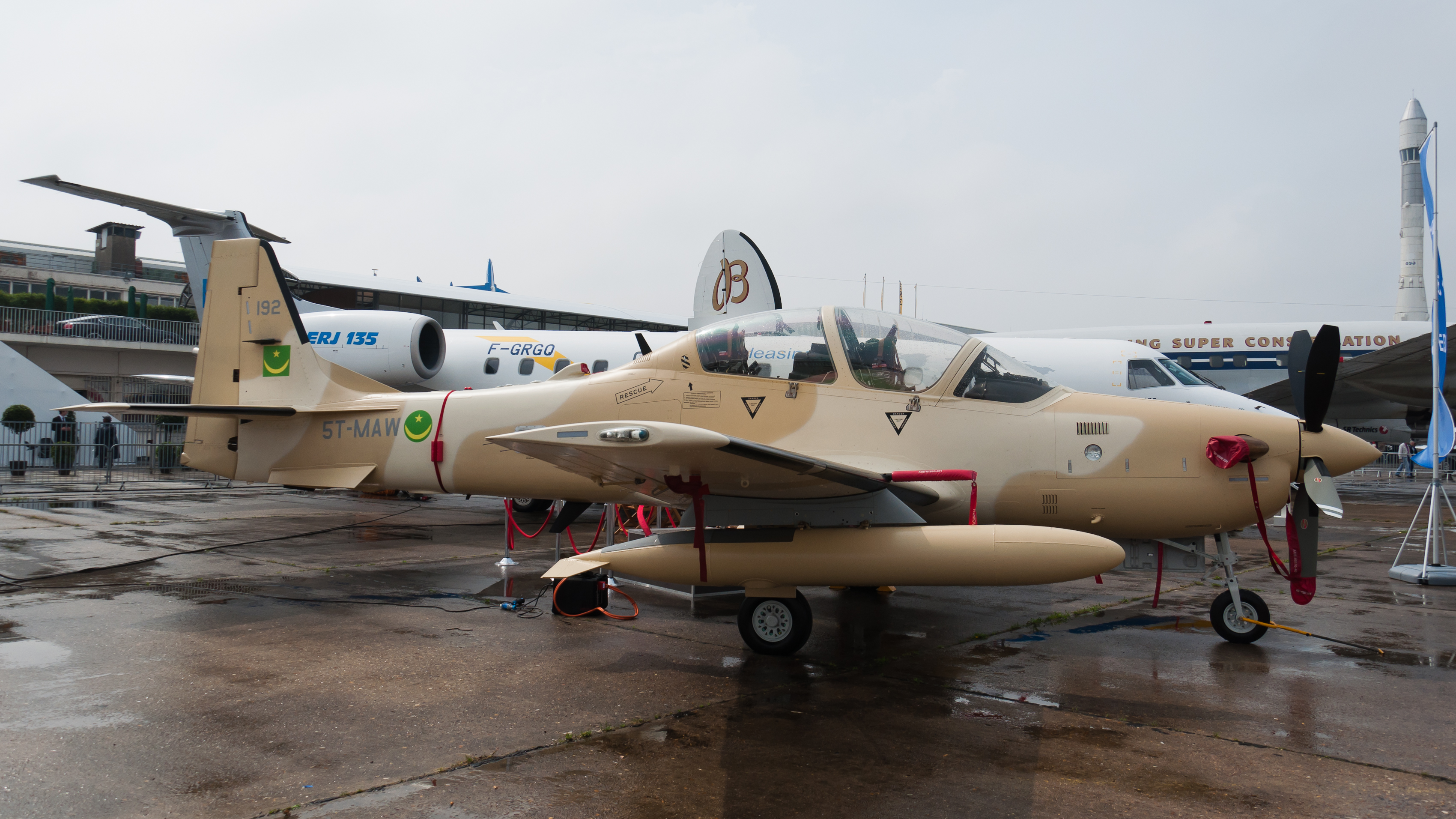
Super Tucano A-29B de la Fuerza Aérea de Mauritania

Las Fuerzas Armadas de Mauritania (en árabe: الجيش الوطني الموريتاني, en francés: Armée Nationale Mauritanienne) son las fuerzas de defensa de la República Islámica de Mauritania, y cuentan con un ejército, una marina, una fuerza aérea, una gendarmería y una guardia presidencial. Otros servicios son la guardia nacional y la policía nacional, aunque ambos están subordinados al Ministerio del Interior. En 2018, el presupuesto de las fuerzas armadas mauritanas ascendía al 3,9% del PIB del país.
Según el Balance Militar 2007 del IISS, las fuerzas militares de Mauritania cuentan con 15.870 efectivos y otros 5.000 paramilitares, en la gendarmería nacional. La Marina (Marine Mauritanienne) cuenta con 620 efectivos y 11 patrulleras y combatientes costeros, con bases en Nouadhibou y Nuakchot. La CIA informa de que la marina incluye infantería naval. La pequeña Fuerza Aérea (Force Aérienne Islamique de Mauritanie, FAIM) cuenta con 250 efectivos, 2 aviones FTB-337, 15 aviones de transporte de diversos tipos y 4 entrenadores SF-260E. Los 5.000 paramilitares se dividen en la Gendarmería Nacional (3.000) y la Guardia Nacional (2.000), ambas dependientes del Ministerio del Interior. Otros servicios paramilitares de los que informó la CIA en 2001 son la Policía Nacional, la Guardia Presidencial (BASEP).

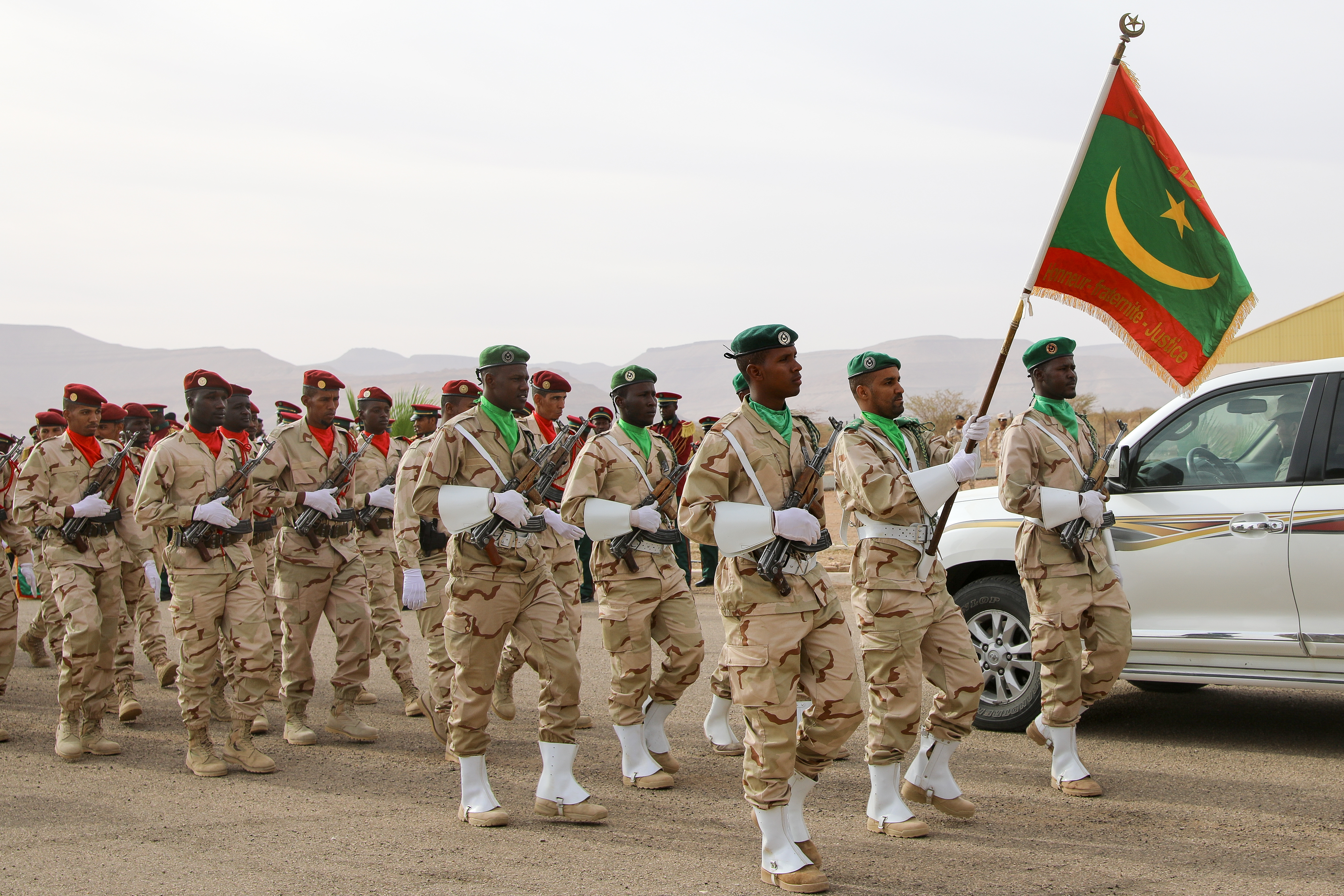
Un grupo de militares de Mauritania ondeando la bandera nacional

Saleh Ould Hanenna, ex mayor del ejército, dirigió el intento de golpe de Estado mauritano de junio de 2003. Su objetivo era derrocar al presidente Maaouya Ould Sid'Ahmed Taya. Dirigió una sección rebelde del ejército durante dos días de intensos combates en Nuakchot. Al fracasar el golpe, Hanenna escapó inicialmente a la captura y formó un grupo llamado los Caballeros del Cambio con Mohamed Ould Cheikhna, pero fueron detenidos el 9 de octubre de 2004.
El general Mohamed Ould Abdel Aziz, militar de carrera y oficial de alto rango, fue una figura destacada en el golpe de Estado mauritano de 2005 que depuso al presidente Maaouya Ould Sid'Ahmed Taya.
En agosto de 2008, el general Ould Abdel Aziz lideró el golpe de Estado mauritano de 2008 que derrocó al presidente Sidi Ould Cheikh Abdallahi. Tras este último golpe, Abdel Aziz se convirtió en Presidente del Alto Consejo de Estado en el marco de lo que se describió como una transición política conducente a unas nuevas elecciones. Dimitió de ese cargo en abril de 2009 para presentarse como candidato a las elecciones presidenciales de julio de 2009, que ganó. Tomó posesión el 5 de agosto de 2009.

## Organización territorial

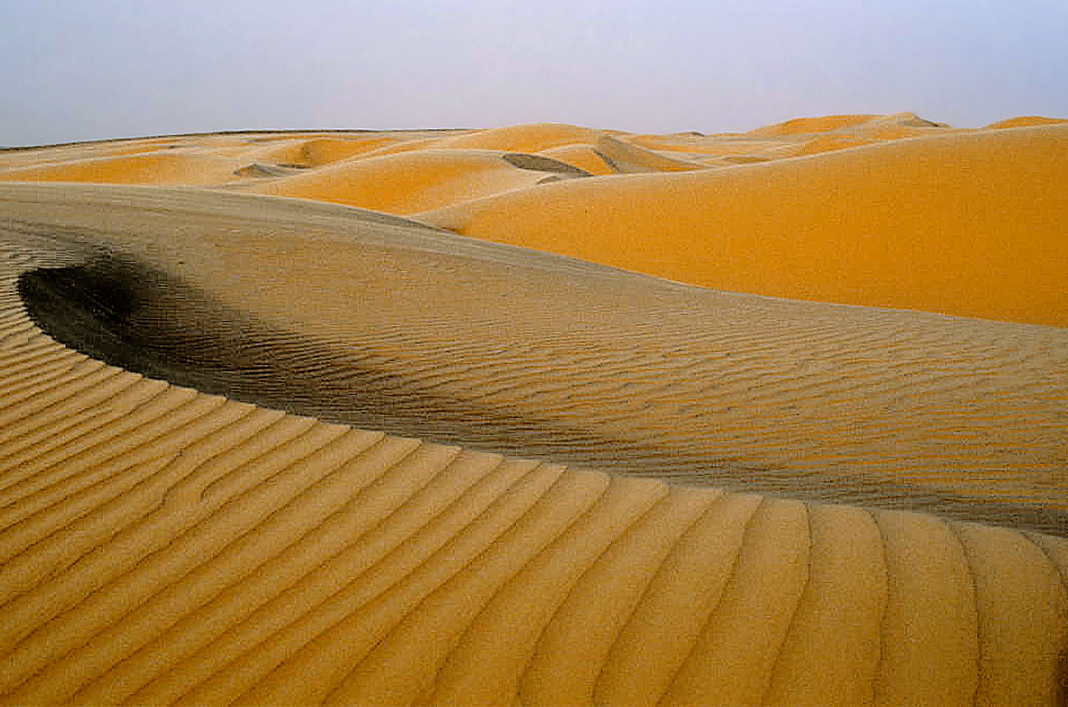
Paisaje de la Región de Inchiri

Mauritania está dividida a efectos político-administrativos en 12 regiones (régions), que a su vez se subdividen en 52 departamentos (moughataa) y el distrito de la capital.
| División administrativa de Mauritania Número de la región en referencia con el mapa |                    |                        |
|                                                                                     |                    |                        |
| #                                                                                   | Región             | Capital                |
| 1                                                                                   | Adrar (Mauritania) | Atar (Mauritania)      |
| 2                                                                                   | Assaba             | Kiffa                  |
| 3                                                                                   | Brakna             | Aleg                   |
| 4                                                                                   | Dajlet Nuadibú     | Nuadibú                |
| 5                                                                                   | Gorgol             | Kaédi                  |
| 6                                                                                   | Guidimaka          | Sélibaby               |
| 7                                                                                   | Hod Oriental       | Néma                   |
| 8                                                                                   | Hod Occidental     | Aiún el Atrús          |
| 9                                                                                   | Inchiri            | Akjoujt                |
| 10                                                                                  | Nuakchot           | Distrito de la capital |
| 11                                                                                  | Tagant             | Tidjikja               |
| 12                                                                                  | Tiris Zemmur       | Zuérate                |
| 13                                                                                  | Trarza             | Rosso                  |

## Geografía

Mapa de Mauritania.

Mauritania está situada en la región del Sahel, entre los meridianos 4°48′ y 16°30′ O de Greenwich y los paralelos 14°45′ y 27°22′ N y tiene una costa de 754 km. Su territorio ocupa un área de 1 030 700 km², que para efectos comparativos es similar al doble de la española. Es el 29.º país del mundo por superficie.
Del total, unos 300 km² están formados por agua contenida en pequeños lagos y oasis. Mauritania se encuentra situada a orillas del océano Atlántico. Tiene una frontera de 1564 km con el antiguo Sahara Occidental español, actualmente administrado por Marruecos, al oeste y norte, 460 km con Argelia al noreste, 2236 km con Malí al este y al sur, y de 742 km con Senegal al sur; si se suman todas estas extensiones Mauritania tiene una frontera total de 5002 km.
El río Senegal sirve de frontera con el país de Senegal. El país se encuentra dominado a excepción de una estrecha banda litoral, por el desierto del Sahara que ocupa casi la totalidad del territorio y que se ha ido extendiendo desde los años 1960 debido a las grandes sequías que ha ido sufriendo el país. Todas las ciudades importantes del país, como Nuakchot, capital del Estado, y Nuadibú, la capital comercial, se encuentran en la estrecha banda litoral. Las principales ciudades del interior son Tidjikja, Atar y Chingueti.
La máxima altitud del país son los 910 m s. n. m. de Kediet Ijill y el punto más bajo son los 3 m bajo el nivel del mar de la Sebkha de Ndrhamcha.

### Clima

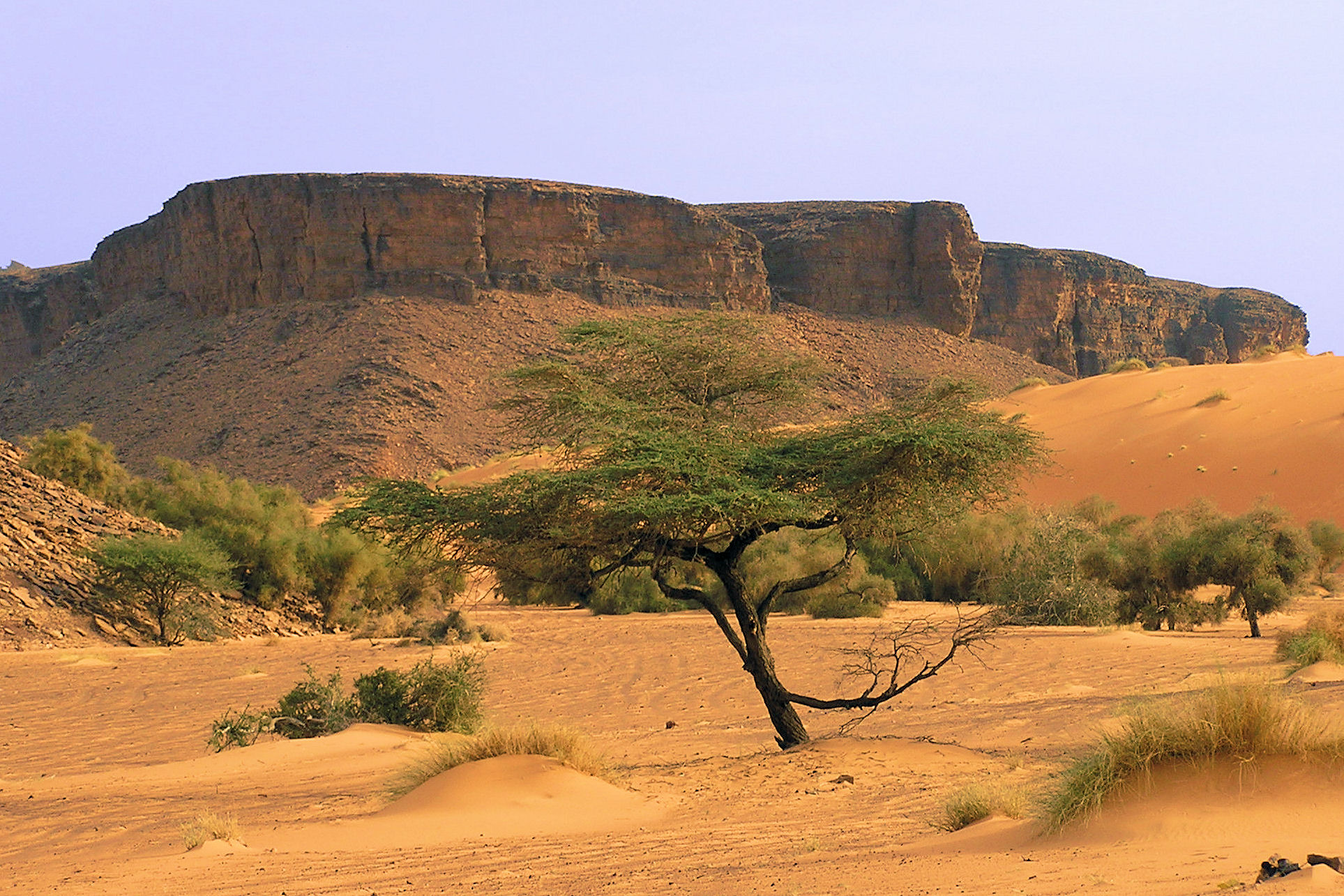
Montañas en la región de Adrar; los paisajes desérticos definen Mauritania.

Su clima es extremadamente seco, lo que explica la baja densidad de población. Por otra parte, las sucesivas sequías han agravado la desertización del país. Las diferencias de temperatura pueden ser muy importantes entre el día y la noche. Las temperaturas de la costa son más templadas con vientos del mar y las regiones del río son más húmedas. Una tormenta de arena barre a veces las regiones cálidas, enterrando los cultivos o los pueblos que luchan contra el avance del desierto.
Hay tres estaciones:
- Noviembre-abril: La temporada de las tormentas de arena, con temperaturas moderadas durante el día y fresco por la noche.
- Mayo-julio: los vientos de harmattan del nordeste, que sopla aire caliente seco. Las temperaturas son altas.
- agosto-octubre: es la temporada de lluvias con tormentas eléctricas y lluvias intensas pero breves. El clima es muy húmedo, con temperaturas alrededor de 45 grados. La humedad es entre 50 a 70 %.

### Regiones naturales

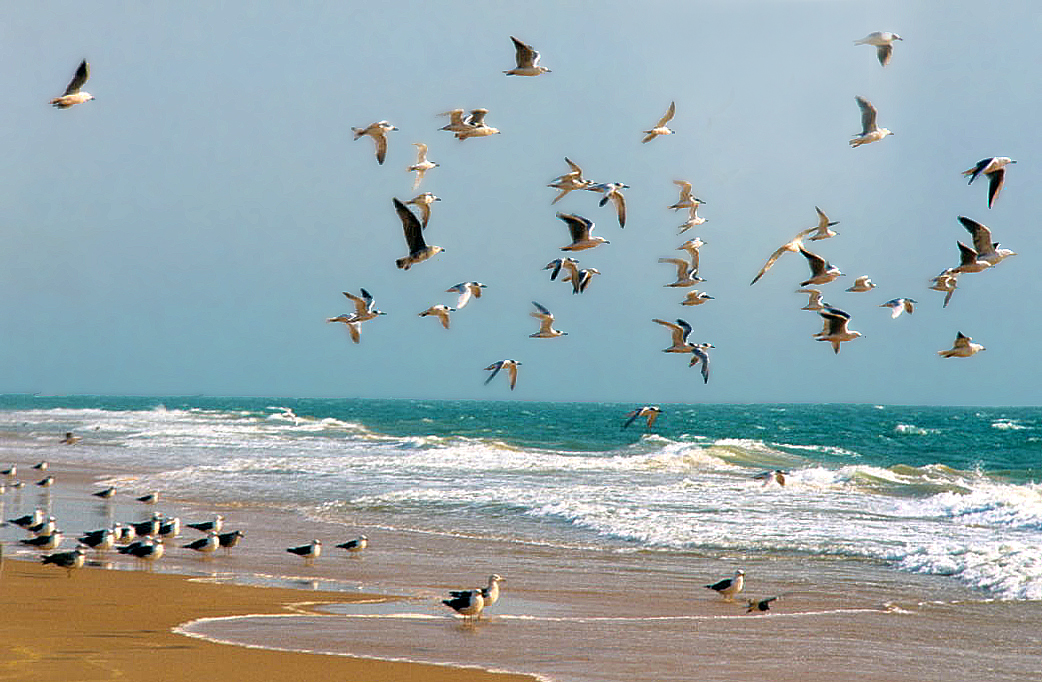
Gaviotas en la playa al sur de Tiulit (Mauritania)

El territorio de Mauritania se divide en tres grandes regiones naturales:
- la fachada atlántica, que se extiende a lo largo de unos 800 km, desde la frontera con Senegal en el sur hasta el Sáhara Occidental en el norte (territorio no autónomo disputado por Marruecos y la República Árabe Saharaui Democrática);
- la región central está ocupada por grandes y escarpadas mesetas al este, y las amplias cuencas dunares del Sáhara ;
- el río Senegal, que ha excavado un valle a lo largo de la frontera sur del país. Uno de sus afluentes es el Karakoro (también conocido como Oued Lakhdar).

El este está formado por zonas de pastoreo, mientras que el sur es la zona agrícola gracias a los depósitos aluviales del río Senegal.
La mayor parte del país se encuentra en el desierto del Sáhara, con llanuras y suaves colinas, así como regs (desierto rocoso). En el norte, hay altas mesetas con un pico a 915 m de altitud: el Kedia d'Idjil. En el centro del país, la cuenca del Hodh El Chargui limita al sureste con mesetas de arenisca (Adrar, Tagant).

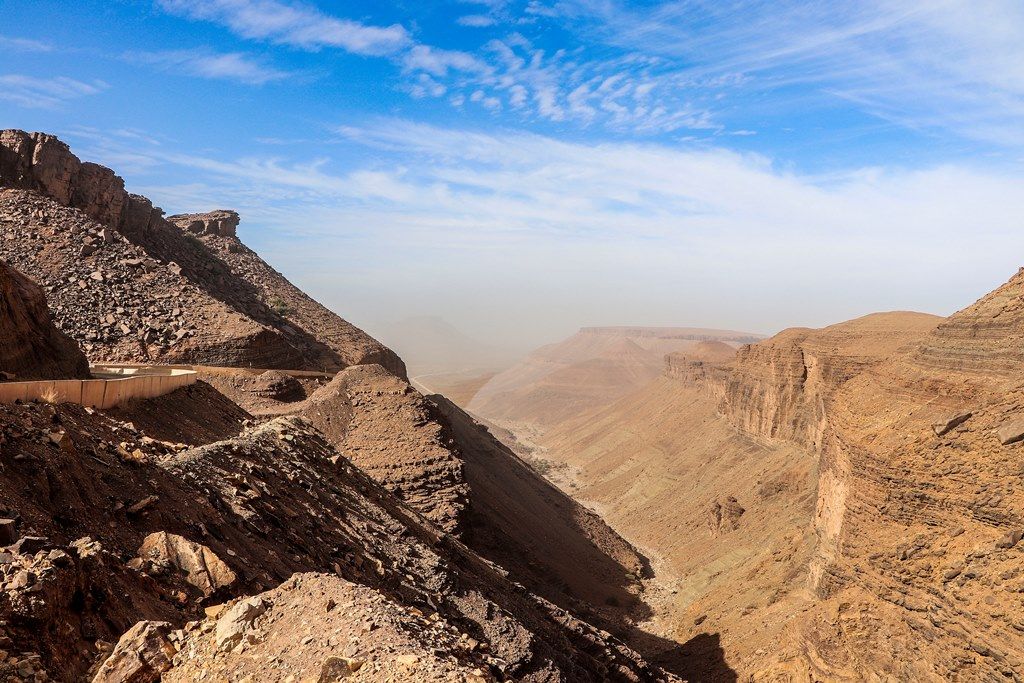
Paso de Amojjar

### Geología
La geología de Mauritania se compone de cuatro dominios estructurales principales, cada uno de los cuales da testimonio de varios fenómenos geológicos de importancia científica y encierra un importante potencial científico que merece ser explorado para comprender la historia de la Tierra:
El Escudo Rgueïbat: "Museo de la tectónica de placas", que se extiende a lo largo de casi 1500 km y aproximadamente400 km de ancho, corresponde a la porción septentrional del Cratón de África Occidental (Arcaico, Paleoproterozoico a Neoproterozoico). Se ha subdividido en dos unidades principales. Una dorsal occidental Arcaica (que incluye Amsaga, Tijirit, Tiris, Tasiast, Ouassat, Ghallaman y Sfariat) que incluye gneises datados en 3,5 Ga que registraron fases tectono-magmáticas de 3,3; 3,0 y 2,7 Ga. Una dorsal paleoproterozoica en el centro y el este (los bloques Yeti y Eglab) constituida esencialmente por granitoides asociada a algunos relictos de corteza oceánica arqueana.

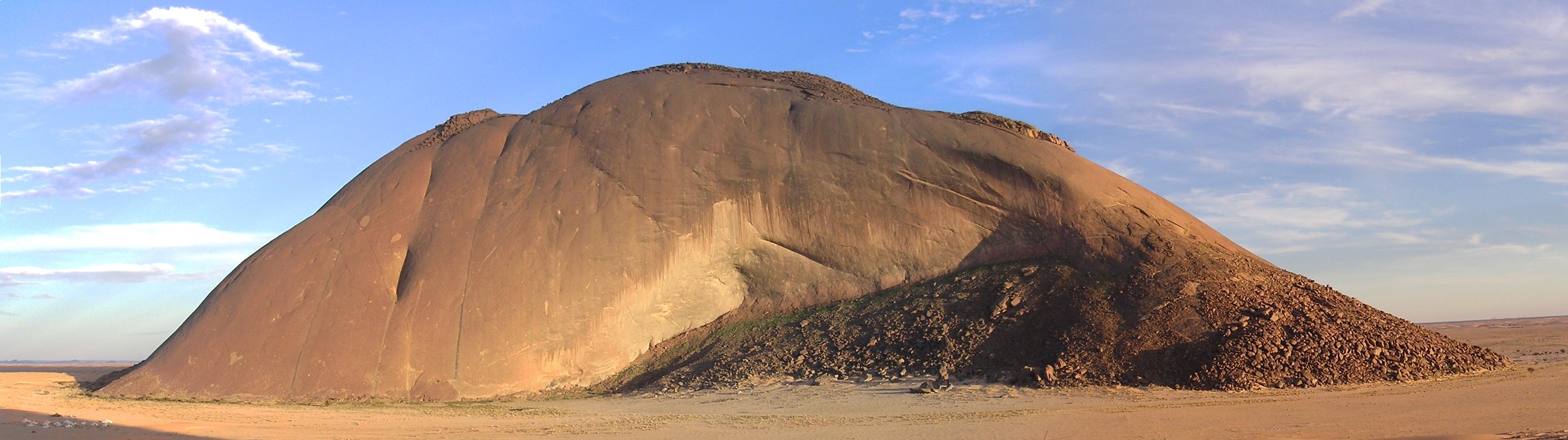
Monolito de Ben Amira

El Cinturón de Mauritánides: "Tierra de empujes". Limita al oeste con el Cratón de África Occidental. Se compone de formaciones sedimentarias y magmáticas, metamorfoseadas, fuertemente plegadas y tectonizadas, y presenta estructuras de cabalgamiento de vergencia este durante sucesivos eventos orogénicos: Panafricano (Precámbrico tardío a Cámbrico), Caledoniano (Cambro-Ordovícico) y Hercínico (Peninsilvánico a Pérmico).
La cuenca de Senegal-Mauritania: Además, Mauritania se beneficia de un contexto geológico muy favorable a las concentraciones minerales que pueden dar lugar a yacimientos explotables, como lo demuestran la explotación en curso de yacimientos de hierro, oro, cobre y yeso y la diversidad de los índices mineros enumerados.. En efecto, los principales conjuntos geológicos que la constituyen pertenecen al cratón de África Occidental.

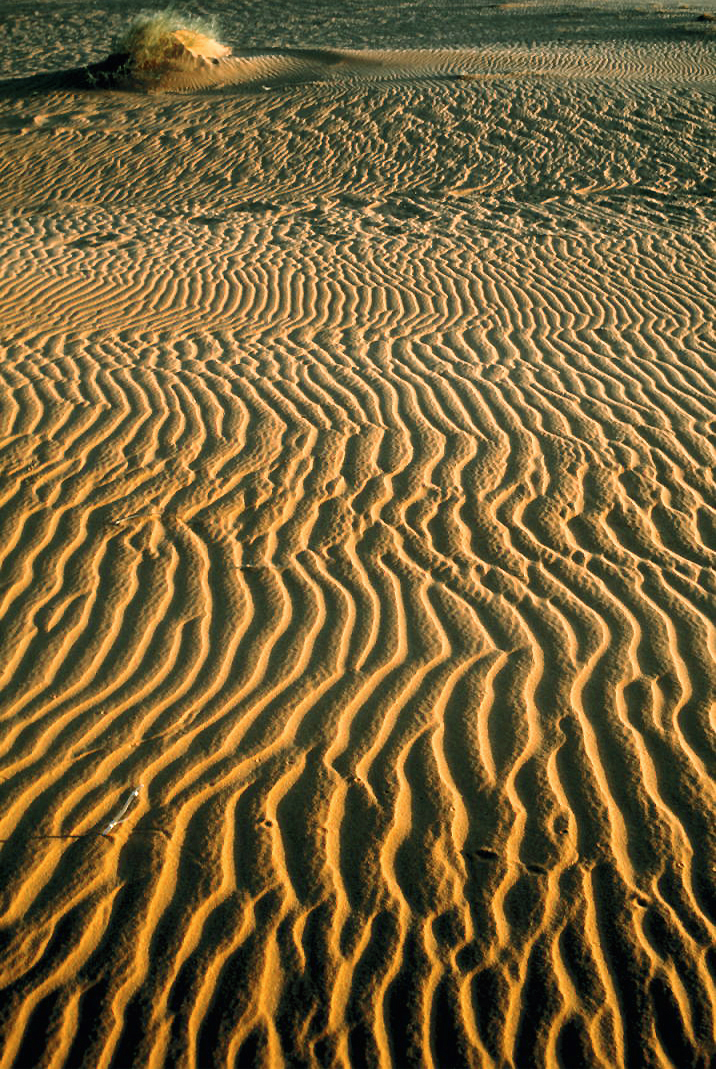
Dunas en Mauritania

La cuenca de Taoudeni: Antiguas regiones peripolares del polo sur: comprende formaciones sedimentarias (depósitos glaciares detríticos, tillitas y carbonatos) del Proterozoico superior y del Paleozoico. Estas formaciones sedimentarias ocupan toda la parte central y oriental del territorio mauritano.
El primer proyecto de exploración de uranio en Mauritania fue llevado a cabo en 1959 por la Comisión de Energía Atómica de Francia (CEA) en la zona del anticlinal de Ogmane.
En 1972, tras los descubrimientos de yacimientos de uranio de tipo superficial en Australia Occidental, Total Compagnie Française de Pétrole (en asociación con la Société Mauritanienne de Recherches Minières, la Comisión Francesa de Energía Atómica (CEA) y la Tokyo Uranium Development Company) inició la exploración de uranio en el Escudo de Reguibat. 
Los dos permisos de exploración abarcaban una superficie total de 164.000 km², dividida en cuatro bloques (Chami, Bir Hoghrein, Nouadhibou y Ghallamane). En 1975, la superficie total se redujo a cinco bloques con un total de 41 000 km². Estas empresas conjuntas se modificaron tras la fundación de Minatome SA (filial de Total) y Compagnie Générale des Matières Nucléaires.

Las empresas conjuntas fueron titulares de las zonas hasta 1983. Los trabajos en los permisos se llevaron a cabo entre 1972 y 1975 y de nuevo en 1981 y se centraron en la evaluación de yacimientos de tipo superficial (Escudo Reguibat), así como de yacimientos en el basamento precámbrico, donde se encontraron anomalías radiactivas asociadas a sienitas y granitos (Bir en Nar, Tigismat, Tenebdar). En 1983 se suspendieron todas las actividades de exploración de uranio.

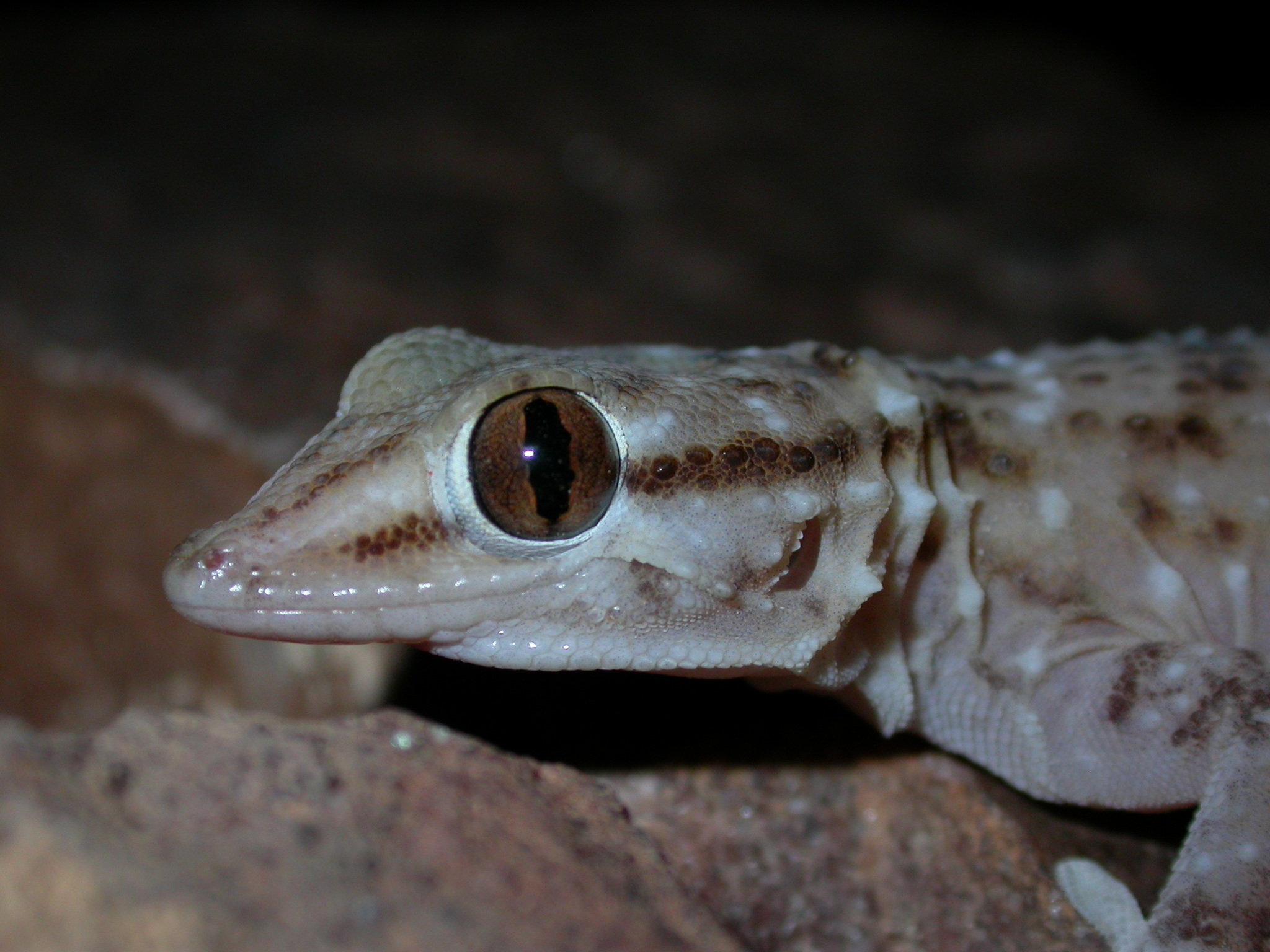
Una Tarentola parvicarinata en Mauritania, también conocida como salamanquesa de Sierra Leona o salamanquesa manchada de blanco,

### Fauna
La fauna de Mauritania tiene dos influencias principales, ya que el país se encuentra en dos reinos biogeográficos. El norte se sitúa en el Paleártico, que se extiende desde el Sáhara hasta los 19.º de latitud norte, y el sur en el Afrotrópico. Además, Mauritania es una importante zona de invernada para numerosas aves que migran desde el Paleártico.
Se considera que la mayor parte del norte hasta los 19° de latitud norte se encuentra en el Paleártico, y está formada en gran parte por el desierto del Sáhara y los hábitats litorales adyacentes. Al sur, se considera que se encuentra en el ámbito biogeográfico afrotropical, lo que significa que las especies de distribución predominantemente afotropical dominan la fauna. Al sur del Sáhara se encuentra la ecorregión de la estepa y los bosques del Sáhara Meridional, que se integra en la ecorregión de la sabana de acacias del Sahel. La parte más meridional del país se encuentra en la ecorregión de la sabana de Sudán Occidental.
Los humedales son importantes y las dos principales zonas protegidas son el Parque Nacional del Banc d'Arguin, que protege ecosistemas costeros y marinos ricos y poco profundos que se integran con el árido desierto del Sáhara, y el Parque Nacional de Diawling, que forma la parte septentrional del delta del río Senegal. En el resto de Mauritania, los humedales suelen ser efímeros y dependen de las precipitaciones estacionales, por lo que pueden ser muy importantes para las aves migratorias.

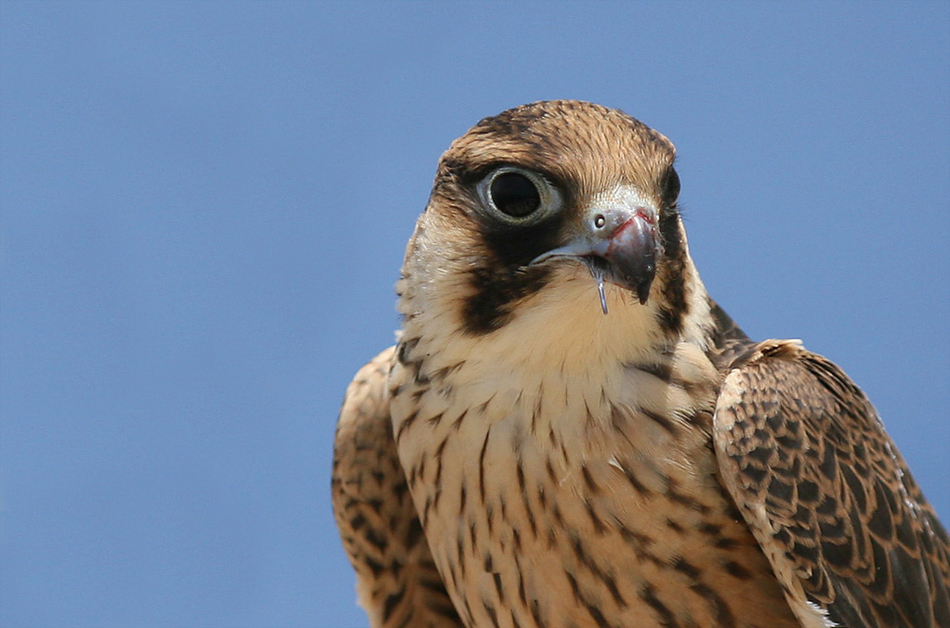
Un halcón borní, barní o lanario (Falco biarmicus) en Mauritania

La mayoría de las especies de mamíferos de mayor tamaño han sido extirpadas de Mauritania. Entre los antílopes, el oryx de cuernos de cimitarra, el addax, el korrigum y la gacela dama están extinguidos, el bohor reedbuck, el kob de Buffon, la gacela dorcas y la gacela de frente roja están extinguidos y el bushbuck y la gacela de cuernos finos tienen un estatus indeterminado. En la zona del Parque Nacional de Diawling, el último león fue abatido en 1970 y no se han avistado manatíes ni hipopótamos en los últimos años. La foca monje del Mediterráneo tiene uno de sus últimos reductos en el mundo en las calas de la península de Cap Blanc, cerca de Nouadhibou. Entre los mamíferos más comunes se encuentran el zorro fennec, el lobo dorado africano, el facóquero, el gato montés africano, la liebre del Cabo y el mono patas.
Las ricas aguas de Mauritania albergan una variada fauna de cetáceos. Los afloramientos de agua frente a las costas crean ricas zonas de alimentación para las ballenas barbadas, entre las que se encuentran la ballena azul, el rorcual boreal y la ballena de Bryde, aunque la ballena franca del Atlántico Norte, actualmente extinta en el Atlántico oriental, fue registrada frente a las costas de Mauritania. Otros cetáceos que se encuentran frente a las costas de Mauritania son la marsopa común, el delfín moteado del Atlántico, el delfín mular, el cachalote, el calderón tropical y la orca.

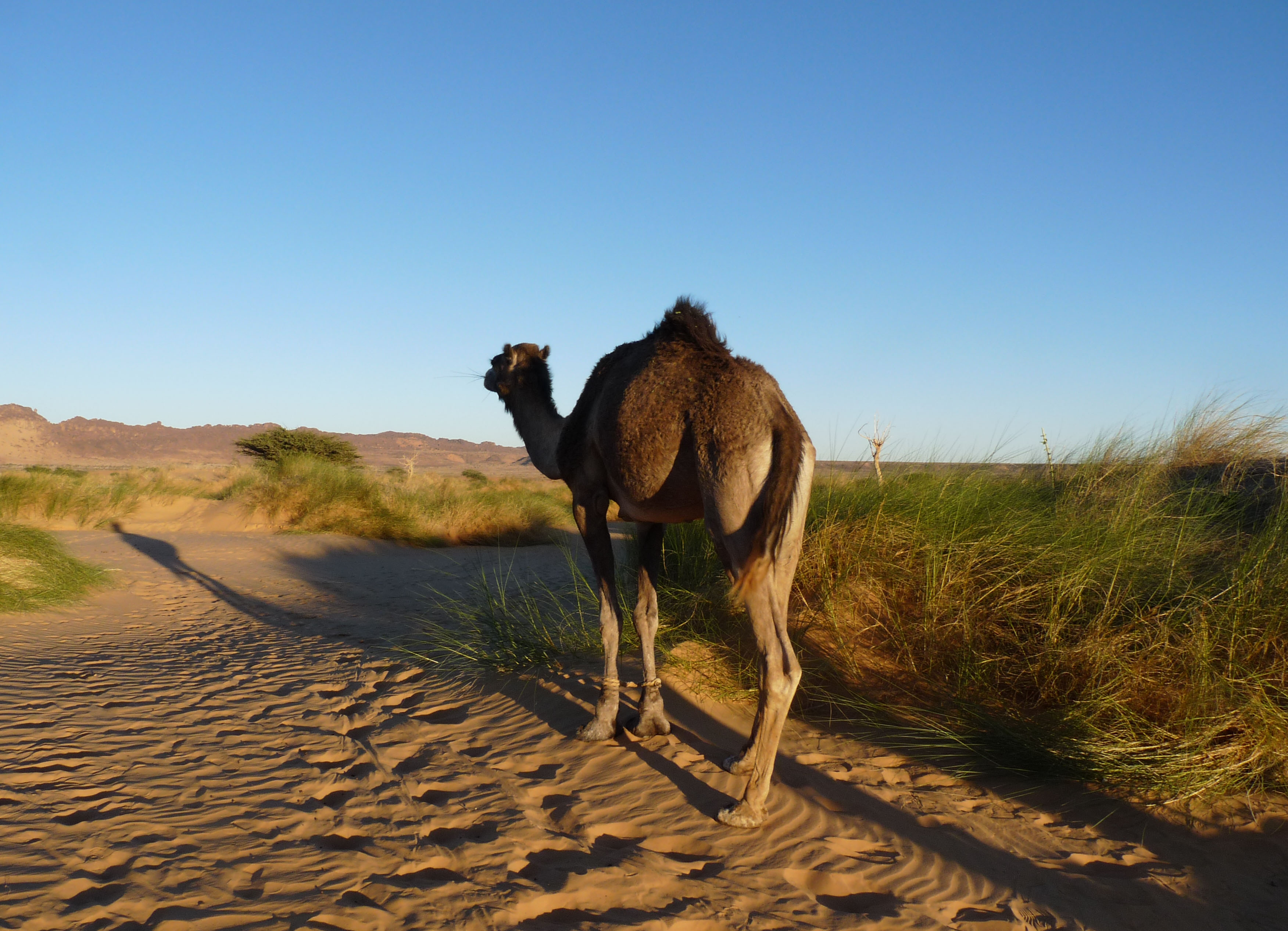
Camello cerca de las montañas de Zarga (Adrar, Mauritania)

En Mauritania se han registrado más de 500 especies de aves. Entre las especialidades y especies espectaculares figuran el milano de cola en tijera, la avutarda nubia, la avutarda árabe, la avutarda hubara, el chorlitejo egipcio, el chotacabras dorado, el estornino pinto, la alondra de Kordofán y el gorrión dorado de Sudán.
Los humedales costeros son de gran importancia para más de dos millones de aves limícolas paleárticas occidentales invernantes, de quince especies diferentes, como el correlimos común, la aguja colipinta, el correlimos zarapitín y el archibebe común, cada una de las cuales supera las 100.000 aves. Otras especies invernantes incluyen más de 30.000 flamencos grandes. Entre las aves reproductoras figuran el pelícano blanco, el cormorán carricero, el charrán pico de gaviota, el charrán caspio, el charrán real y el charrán común, junto con dos subespecies únicas de garza real Ardea cinerea monicae y espátula euroasiática Platalea leucorodia balsaci y un puesto avanzado de garza real occidental.

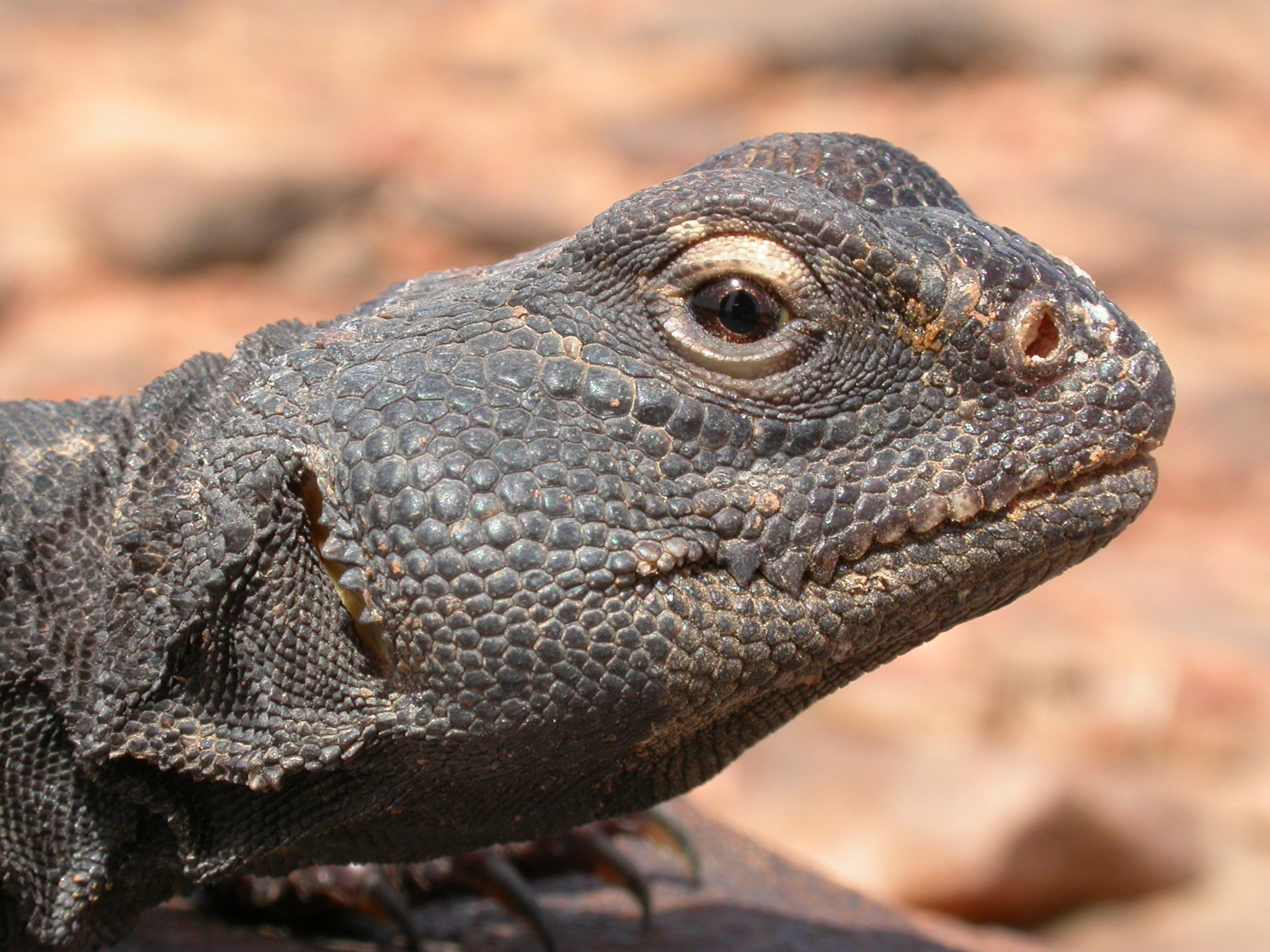
Un lagarto de cola espinosa (Uromastyx dispar flavifasciata) cerca de Atar al noroeste de Mauritania

El cocodrilo de África Occidental sigue existiendo en Mauritania en pequeñas cantidades. Otros reptiles que se encuentran son el camaleón africano, el camaleón de Senegal, el monitor del Nilo, varias salamanquesas y otros lagartos, la cobra de Mali y la cobra escupidora de cuello negro, la pitón de roca africana, la víbora cornuda del desierto y la víbora de arena sahariana, los víboras bufadoras se encuentran entre las serpientes, así como tortugas terrestres, de agua dulce y marinas. En total, se han registrado 86 especies de reptiles de 21 familias. Se ha confirmado la presencia de 11 especies de anfibios en Mauritania, pero se espera que se registren otras 19, principalmente en el sur del país.
Los peces marinos de las costas mauritanas son un recurso importante para la pesca comercial, de subsistencia y deportiva. Se estima que el potencial de capturas oscila entre 400.000 y 700.000 toneladas. Las ricas aguas de la costa mauritana albergan una variedad de especies más familiares en aguas templadas más septentrionales, como la lubina europea, la merluza europea, la raya noruega y la dorada, así como especies más típicas de aguas más cálidas, como el tiburón ballena, el atún rojo atlántico, el pez vela atlántico, el sábalo y la aguja azul atlántica. En Mauritania se han registrado 56 especies de peces de agua dulce, de las que se ha confirmado la presencia de 50.

## Demografía

Crecimiento demográfico de Mauritania (1950-2020).

En 2024, la población estimada de Mauritania fue de 5.17 millones de habitantes, conformada por un 42.7% de personas entre 0 y 14 años, un 52.2% entre 15 y 59 años, y un 5.1% de 60 años o más. 
Según las estimaciones, en 2023 la esperanza de vida al nacer era de 68 años para los hombres y de 70 años para las mujeres y la edad media de la población era de 17 años (16,8 para los hombres y 17,3 para las mujeres); según las estimaciones de 2024, la edad mediana de la población de Mauritania aumentó significativamente, ya que se actualizó a 22.1 años, desglosada por sexo, la mediana es de 21.1 años para los hombres y de 23.1 años para las mujeres. 

### Idiomas
Los principales idiomas son el árabe (oficial y nacional), el francés (no está reconocido como oficial, pero en la práctica funciona como tal, sobre todo porque se usa como idioma interétnico, en la educación, en la administración y en las relaciones internacionales), el fula (nacional), el soninké (nacional) y el wólof (nacional). El dialecto árabe hablado en Mauritania es el hassanía. 

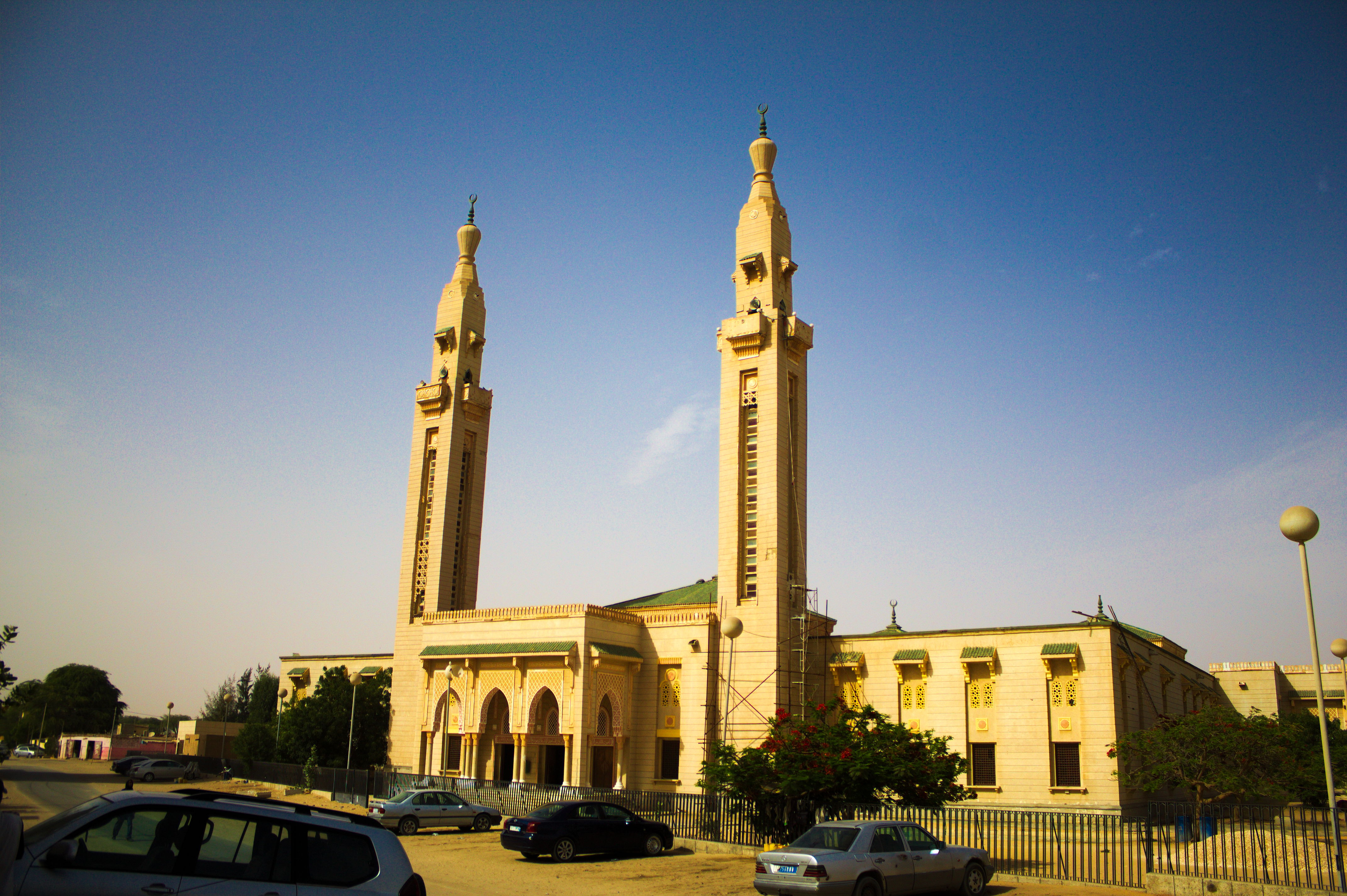
La llamada Gran Mezquita Saudita

### Religión
Mauritania se autodenomina como república islámica en su Constitución, siendo uno de los requisitos para acceder a la ciudadanía del país el ser musulmán. Por ello, nos encontramos con que la principal religión es el islam suní, al que se adscribe un 99,1% de la población.
Las demás opciones religiosas son minoritarias, sin superar en ningún momento el 1 % de población adscrita: un 0,26% de la población se identifica como cristianos, un 0,52% practican religiones étnicas, y en un porcentaje menor encontramos a budistas, hindúes y judíos. Estas religiones son practicadas por lo general por grupos extranjeros. Un 0,1 % de la población se considera agnóstica, siendo el porcentaje de personas sin afiliación religiosa muy reducido también.

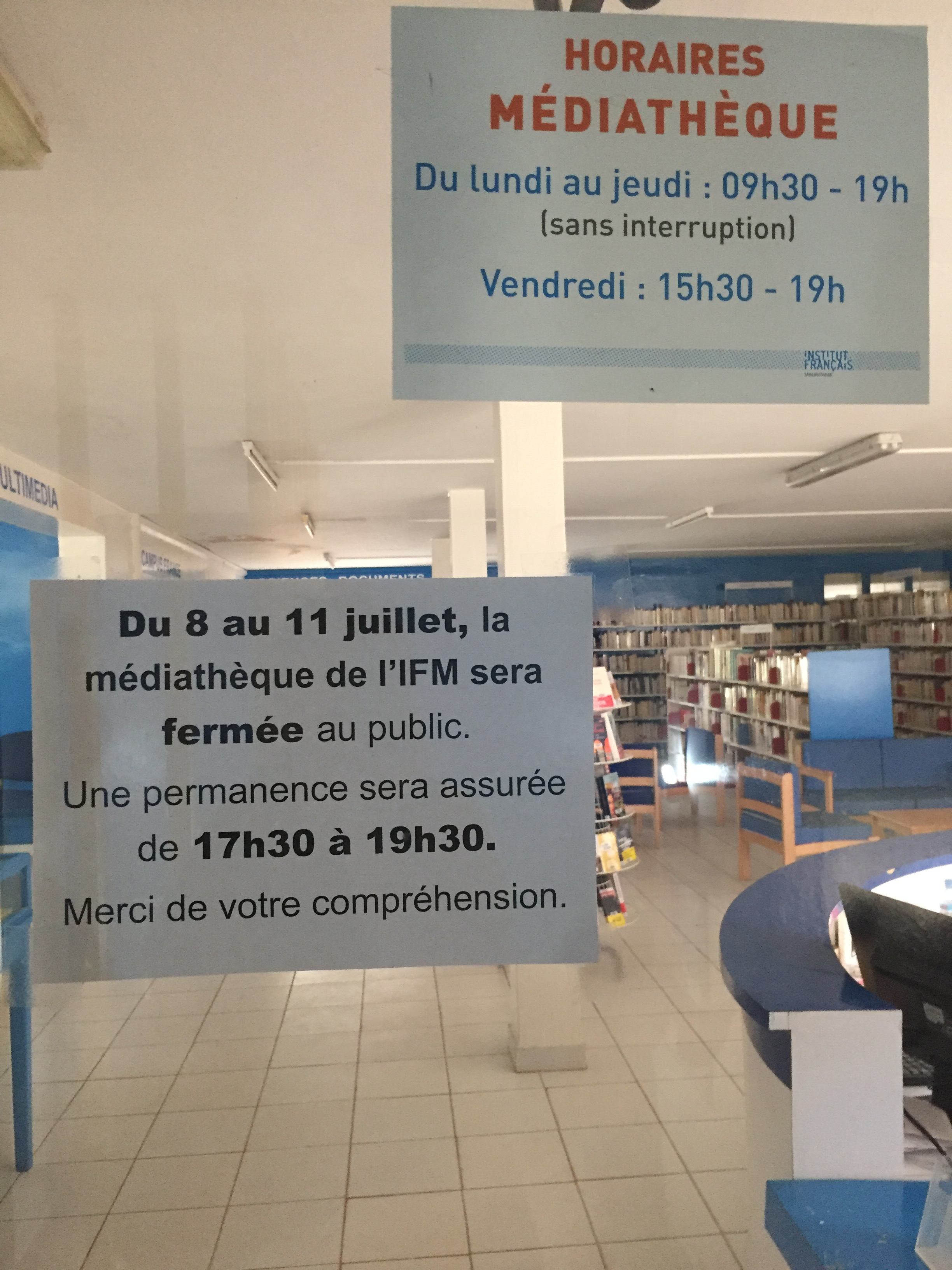
Carteles en idioma Francés en el Instituto Francés de Nuakchot

En temas de libertad religiosa, encontramos que el Gobierno de Mauritania ejerce un fuerte control sobre la religión del país, superando la media con respecto al resto de países del mundo (6,6/10 puntos frente a los 2,7/10 de la media mundial). Así, la apostasía de la religión oficial está penada por ley. Por otra parte, desde el punto de vista social, no hay un gran índice de hostilidades por motivos religiosos (1,2/10 puntos frente a los 2,0 de media mundial).

### Educación
Desde el 1999, toda la enseñanza en el primer año de educación primaria es en árabe estándar moderno; el francés es introducido en el segundo año, y se utiliza en las enseñanzas científicas. El uso del inglés está en aumento.
Mauritania cuenta con la Universidad de Nuakchot Al Aasriya, así como con otras instituciones de educación superior, aunque la mayoría de los mauritanos con educación superior lo han hecho fuera del país. El gasto público en educación fue el 10.1% del total del gasto del Gobierno en el período 2000–2007. En 2023 el gasto público en educación fue de 2.6% del total de gasto del PIB.  

## Economía
A pesar de ser un país rico en recursos naturales, Mauritania tiene un PIB bajo, no obstante, ha logrado cierta fluctuación positiva gracias a la exportación de hierro y oro; para el año 2023 según el Banco Mundial fue de 10 450 000 000 de dólares.

La mayoría de la población sigue dependiendo de la agricultura y la ganadería para subsistir, aunque la mayoría de los nómadas y muchos agricultores de subsistencia se vieron obligados a trasladarse a las ciudades debido a las sequías recurrentes de las décadas de 1970 y 1980. Cerca del 90% de la agricultura es de subsistencia, por lo que una gran parte de la población es vulnerable ante sequías, cosechas fallidas y consecuencias del cambio climático.

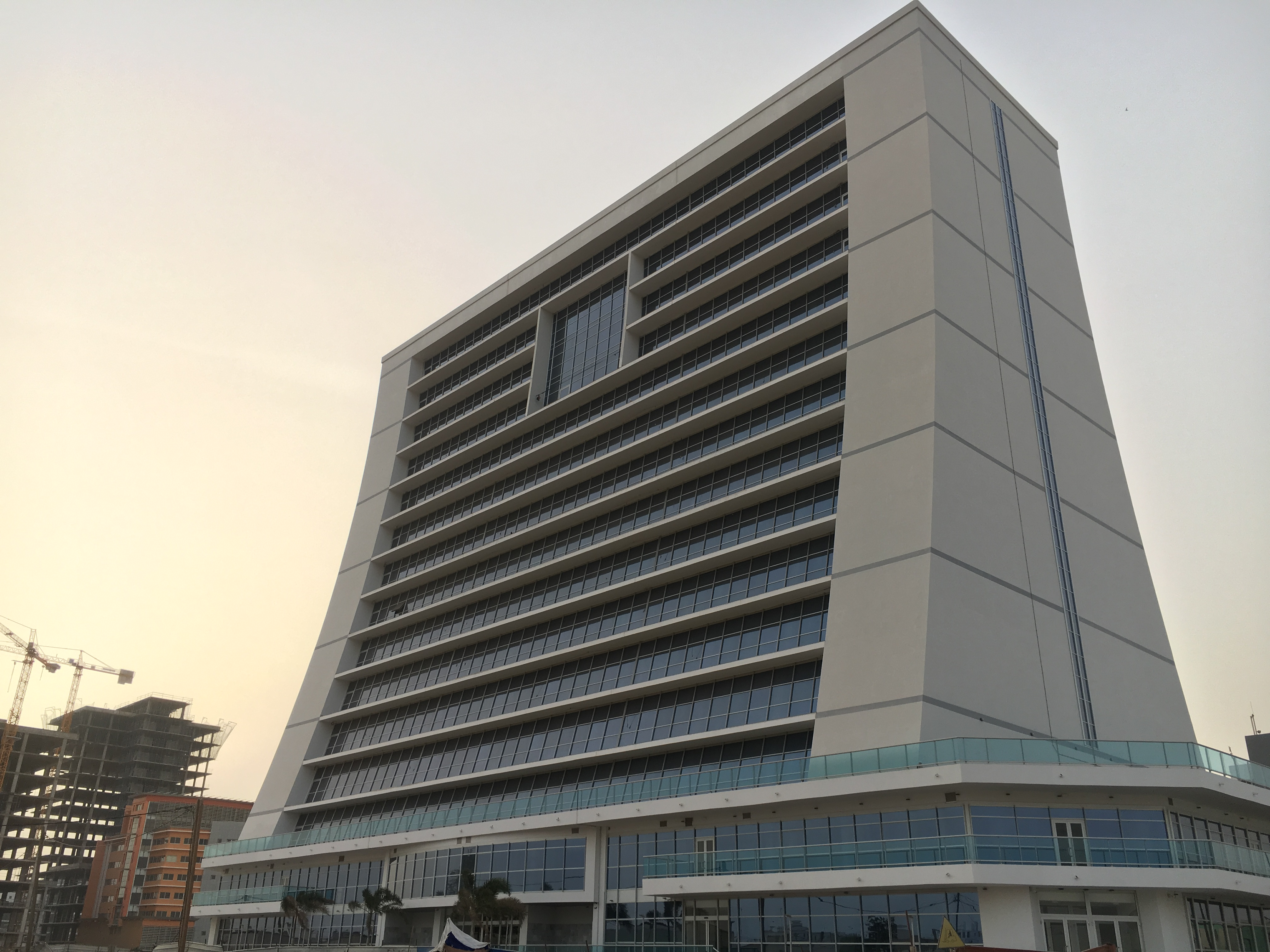
Edificio sede de la SNIM (Sociedad Nacional Industrial y Minera), el edificio más alto de Mauritania

De acuerdo al Banco Mundial, cerca del 6,5% de la población mauritana vive con $2,15 USD al día y genera un PIB per cápita de $2166 USD (2021).
El Foro Económico Mundial posicionó a Mauritania en el lugar 134 entre 141 economías mundiales en su Índice de competitividad mundial de 2019. Según el Índice mundial de innovación, a cargo de la Organización Mundial de la Propiedad Intelectual, en 2024, Mauritania se ubicó en el lugar 126 en innovación entre 133 países del mundo; mientras que en 2023 ocupó el lugar 127 y el lugar 129 en 2022.

### Turismo
En los últimos años, Mauritania ha experimentado un incremento del número de turistas. Debido a la inestabilidad política en Argelia, Mauritania se ha convertido en el país más popular para realizar viajes transafricanos. La llamada Ruta Oeste de África discurre por Mauritania. Recientemente, la finalización de la pavimentación de la carretera que une sus dos ciudades más importantes, Nuadibú y Nuakchot, ha incrementado aún más el número de viajeros en Mauritania.

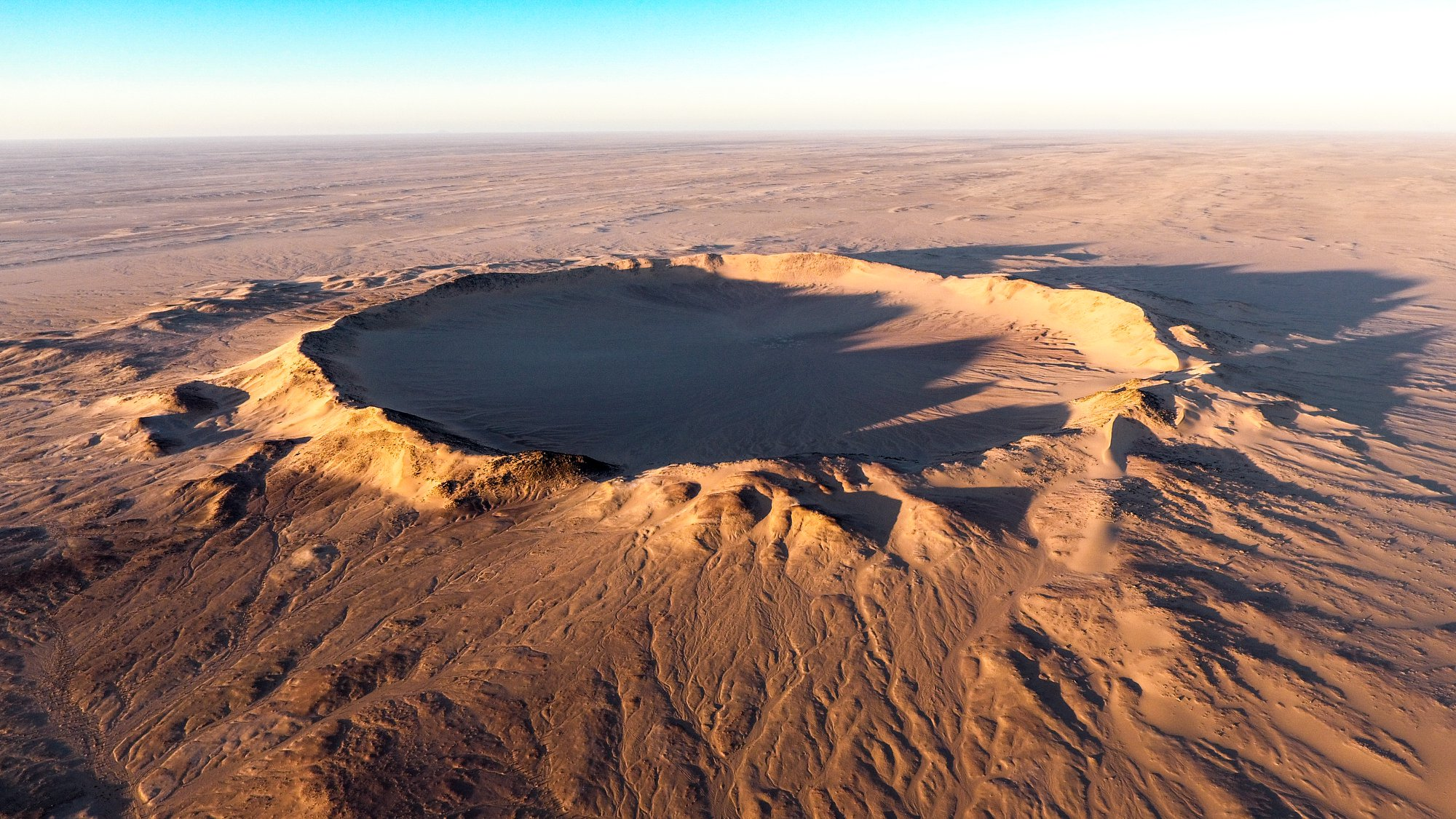
El Cráter de Tenoumer

Mauritania exige un visado a todos los turistas. Hasta 2010 no se daban visados en la frontera norte, debiéndose obtener con antelación en los consulados de Madrid, París o Rabat. Actualmente, se puede obtener visado en la llegada al país. Mauritania no exige carné de pasaje para la importación temporal de vehículos de turistas, emitiendo un documento acreditativo al respecto en la frontera.

### Hidrocarburos
En enero de 2016, el presidente senegalés Macky Sall anunció el descubrimiento de un yacimiento en alta mar, en la frontera entre Senegal y Mauritania, tras las prospecciones de la empresa estadounidense Kosmos. Se encuentra a 5.200 metros de profundidad y las reservas se estiman en 450.000 millones de metros cúbicos. Kosmos firmó entonces un memorando con la Société des Pétroles du Sénégal (Sociedad de Petróleos de Senegal o Petrosen) y la Société Mauritanienne des Hydrocarbures et du Patrimoine Minier (Sociedad Mauritana de Hidrocarburos y del Patrimonio Minero o SMHPM), confirmando los principios de cooperación intergubernamental para el desarrollo del complejo de 1.200 km de Grande Tortue.

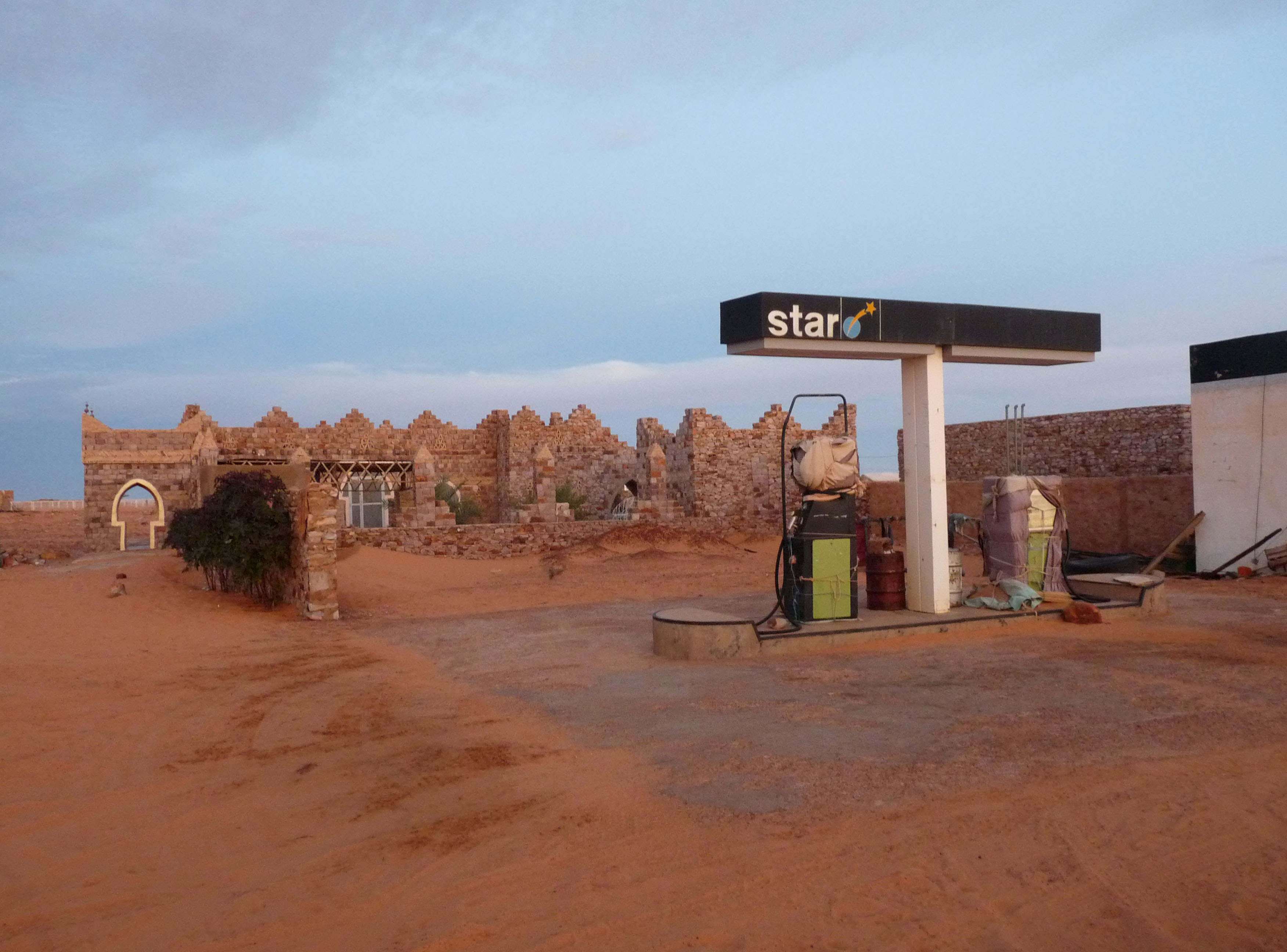
Una estación de Gasolina en Chingueti

En diciembre de 2016, BP firmó un acuerdo para adquirir el 62% del proyecto de explotación de varios bloques explorados por Kosmos (28%), en asociación con la Société mauritanienne des hydrocarbures et de patrimoine minier (10%). BP paga a Kosmos 916 millones de dólares por esta participación, que cubre, entre otras cosas, la continuación de la exploración. Las exportaciones de GNL permitirán a Mauritania posicionarse como proveedor energético de pleno derecho durante varios años y generar ingresos que podrán invertirse en el desarrollo de otros sectores.
El 9 de febrero de 2018, Mauritania y Senegal firmaron un acuerdo de cooperación intergubernamental81 (ACI) sobre la explotación del yacimiento de gas offshore "Grand Tortue - Ahmeyim" (GTA), a caballo entre la frontera marítima de ambos países. Firmado durante una visita a Nuakchot del Presidente senegalés Macky Sall, su contenido no se ha hecho público, pero según una fuente del Ministerio mauritano de Petróleo, Energía y Minas, incluye "el desarrollo de la explotación y el reparto de los recursos, así como las condiciones de resolución de litigios. El acuerdo es ventajoso para ambos países "

### Pesca

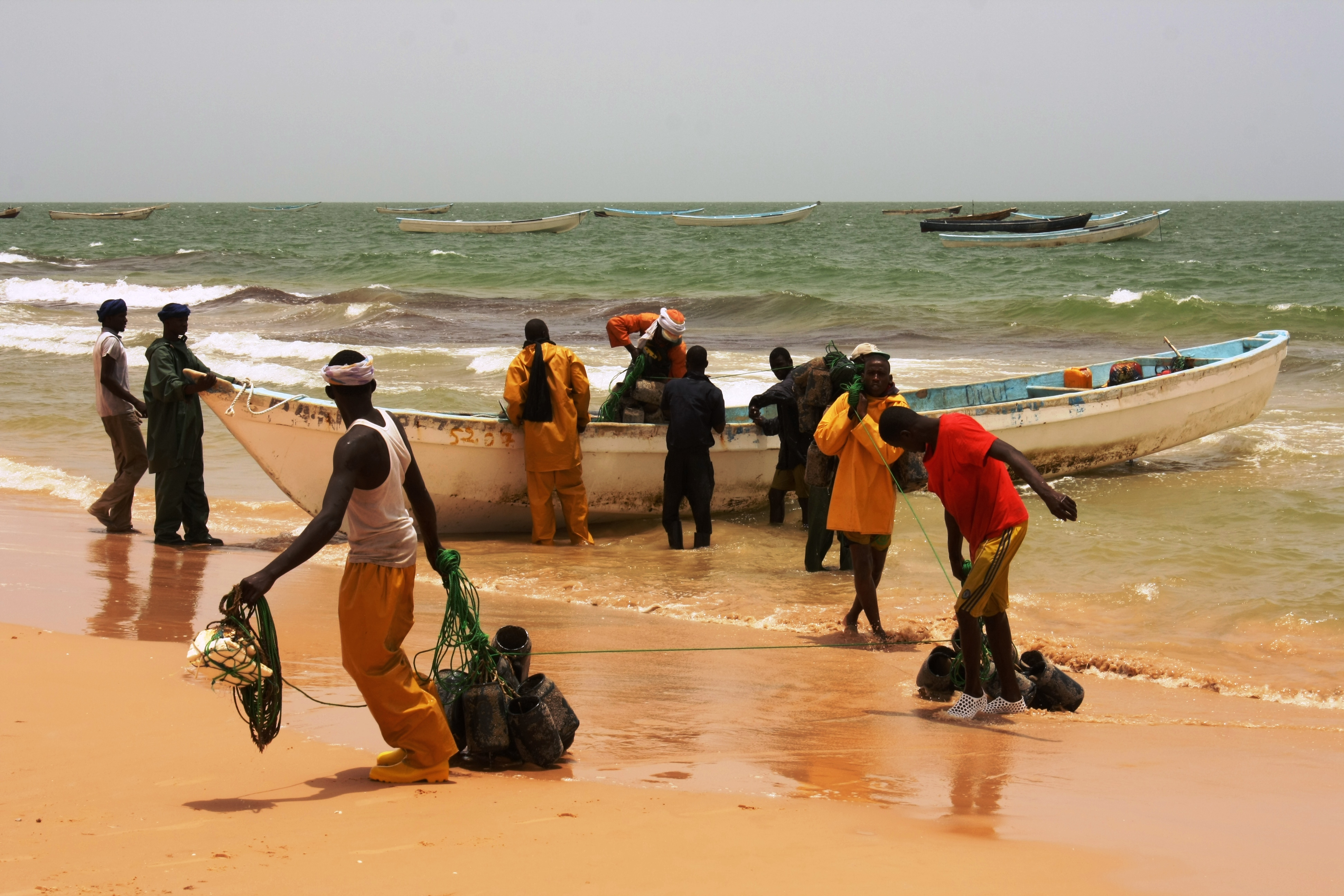
Tripulación regresando de pescar pulpos en las costas de Mauritania.

La industria pesquera representa alrededor del 20% de los ingresos del presupuesto público (estimados en 400 millones de euros en 2016) y emplea a casi 40.000 personas. La pesca la realizan principalmente empresas extranjeras.
En julio de 2015, la Unión Europea (UE) confirmó el acuerdo de asociación firmado con Mauritania sobre pesca sostenible en un nuevo protocolo de aplicación. Además de las capturas pagadas, la UE garantiza 59,125 millones de euros, incluidos 4,125 millones de euros dedicados directamente a apoyar a las comunidades pesqueras locales.
Una Resolución del Parlamento Europeo de 12 de abril de 201676 afirma que el Parlamento "acoge con gran satisfacción las disposiciones de transparencia contenidas en el último protocolo con Mauritania, en virtud del cual Mauritania se compromete a publicar todos los acuerdos celebrados con Estados o entidades privadas que concedan a buques extranjeros acceso a su zona económica exclusiva (ZEE) e insta a que estas disposiciones de transparencia se incluyan en todos los acuerdos de asociación de pesca sostenible".
El litoral de Mauritania es uno de los más ricos en peces del mundo.
La agricultura, la ganadería y la pesca representaban el 16,6% del PIB y empleaban al 50% de la población activa en 2012.

## Transporte
De una red de carreteras de 10.300 km en 2003, 2.424 km estaban asfaltados, 872 km eran caminos de tierra mejorados y 7.001 km eran pistas.
Mauritania está construyendo gradualmente una red de carreteras nacionales asfaltadas que unen la capital, Nuakchot, con las principales ciudades del país. En particular, la Route de l'Espoir (inaugurada en 1985), de 1.100 km, la une a Néma, en la frontera con Malí.

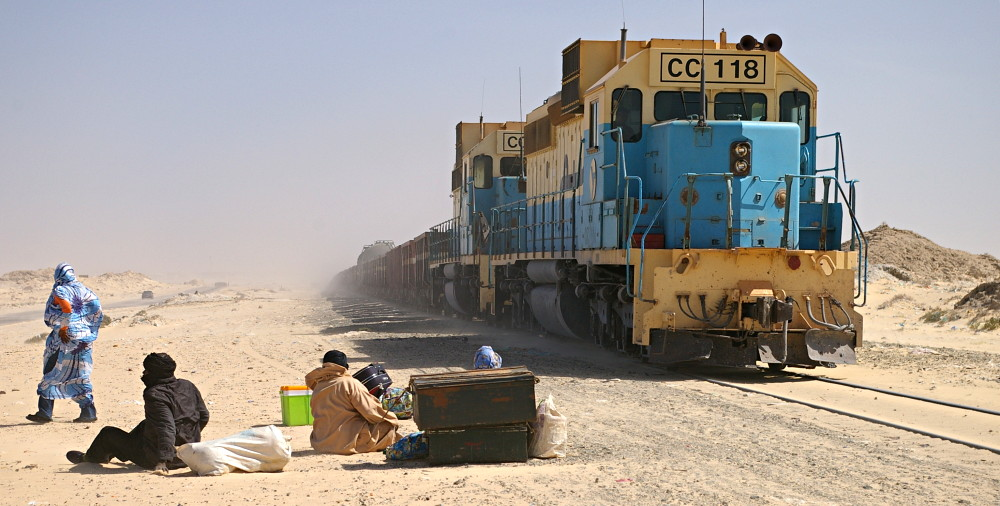
Tren usado para el transporte de minerales, en la estación de Nuadibú

Terminada en julio de 2005, la carretera nacional RN3, de 470 km, une ya Nuakchot con Nouâdhibou, centro económico próximo a la frontera con Marruecos. Al parecer, algunos campamentos provisionales para los trabajadores de la construcción de la RN3 están siendo ocupados por nómadas. La RN3 proporcionará un enlace por carretera asfaltada entre el norte de Marruecos y Senegal.
La red de carreteras de Mauritania sigue siendo bastante peligrosa, sobre todo por la noche, debido a los animales vagabundos, los vehículos sin luces y los camiones aparcados en los carriles. Sin embargo, en 2011 se introdujo un nuevo código de circulación para regular el tráfico en el país.
Las carreteras son limpiadas de arena por el ENER (Etablissement National d'Entretien Routier), creado en 1994.

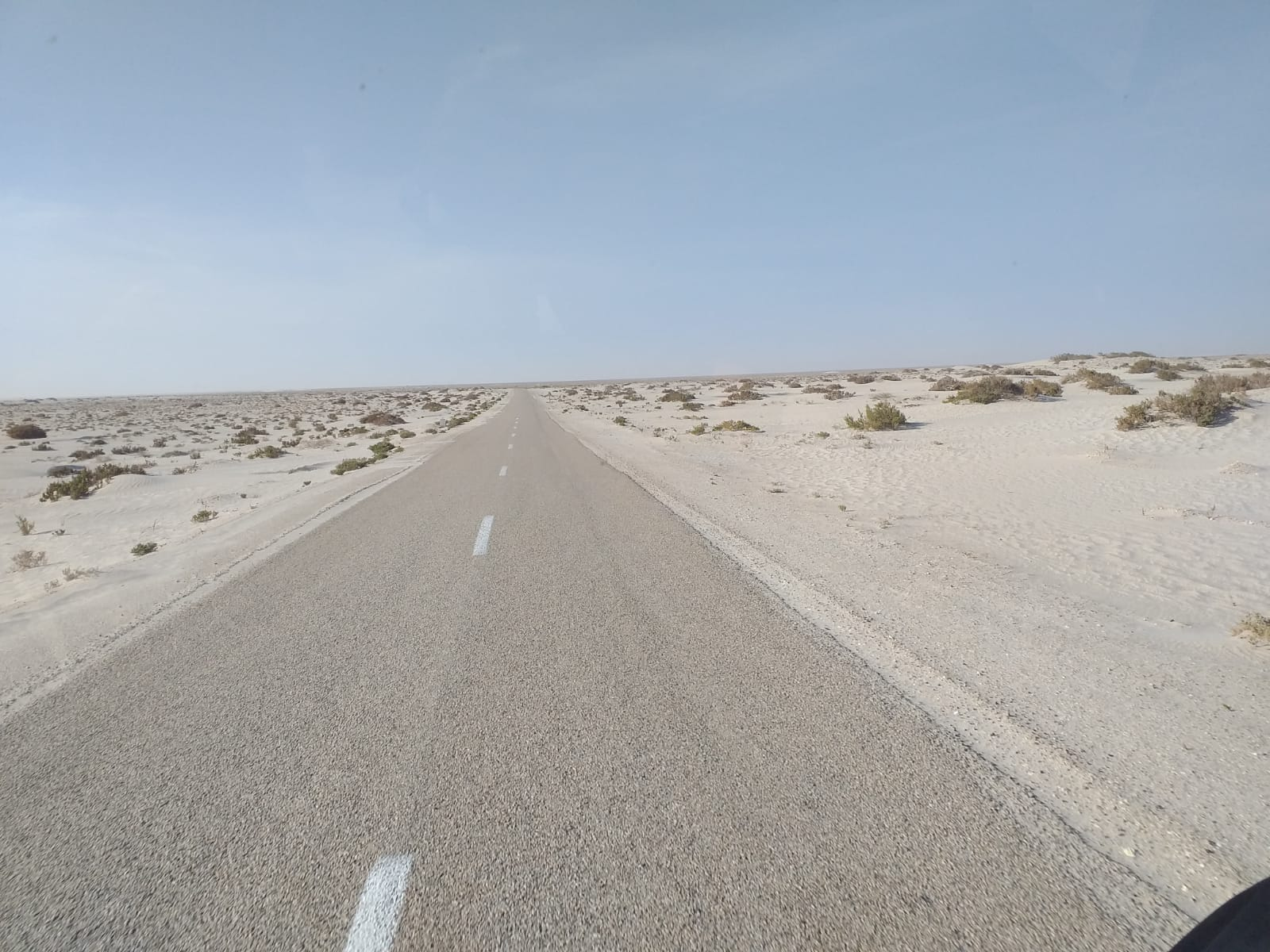
Una carretera mauritana cerca de la capital

La flota de vehículos se compone principalmente de vehículos de segunda mano importados de Europa. Su edad media es de 12 años y suelen estar en muchos casos en muy mal estado.
Desde noviembre de 2005 está en marcha una reforma de la organización del transporte. Ha supuesto el desmantelamiento de la Oficina Nacional de Transportes, que ha mantenido el monopolio durante más de 20 años. Actualmente en periodo de transición, la reforma se está aplicando a duras penas y reina un gran desorden.
El sistema ferroviario se compone de 704 km de vías en el norte del país (vía única, ancho de vía de 1.435 mm), la red es propiedad de la empresa minera nacional SNIM (que explota minas de mineral de hierro) y está gestionada por ella.
Entre Zouerate y el puerto de Nouâdhibou hay un tren de 2,5 km de longitud, 200 vagones que transportan mineral de hierro y algunos vagones de pasajeros (los pasajeros suben a las pilas de mineral).

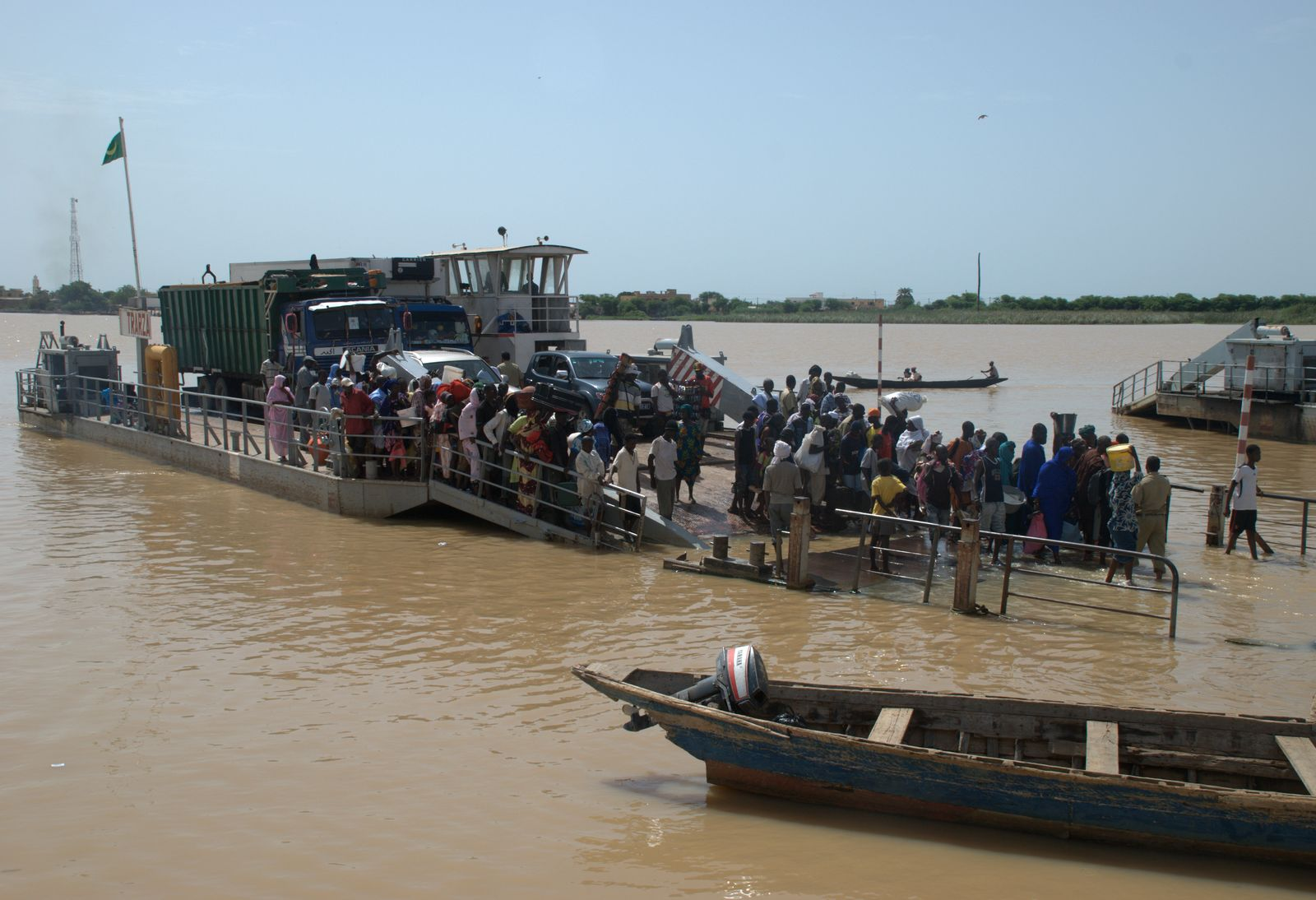
Un ferry transportando pasajeros en Mauritania

La mayor parte del tráfico fluvial tiene lugar en el río Senegal.
Los Puertos incluyen a Boghé, Kaédi, Nouâdhibou, Nuakchot, Rosso.
En 2002, ningún buque mercante enarbolaba pabellón mauritano.
En 2016, el gobierno mauritano puso en marcha la construcción de un nuevo puerto militar y comercial en la localidad de Ndiago, a 250 km al sur de Nuakchot, frente a la ciudad senegalesa de Saint-Louis y en la desembocadura del río Senegal.

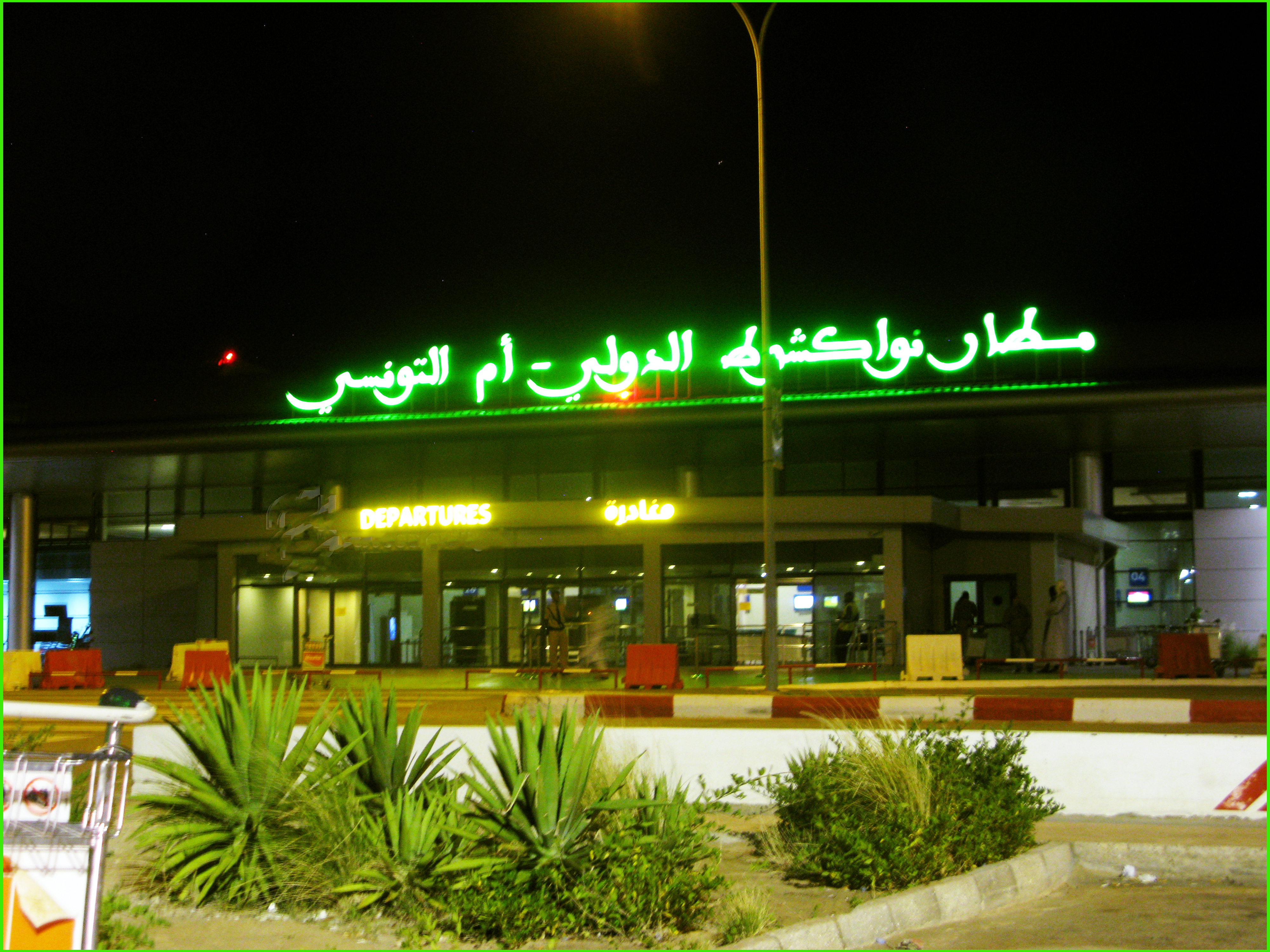
Aeropuerto internacional de Nuakchot

El proyecto, realizado por la empresa china Polytechnology, incluye la construcción de un puerto militar con atraques a ambos lados, una base naval, un puerto pesquero con capacidad para siete muelles de desembarque, un astillero con capacidad para 70 buques al año, un muelle comercial capaz de albergar varios barcos de 180 metros de eslora y un punto de desembarque para la pesca artesanal.
Para 2002, 9 aeropuertos (3 de ellos internacionales) disponían de pistas asfaltadas de al menos 1.524 m, y 17 de pistas sin asfaltar.

## Cultura

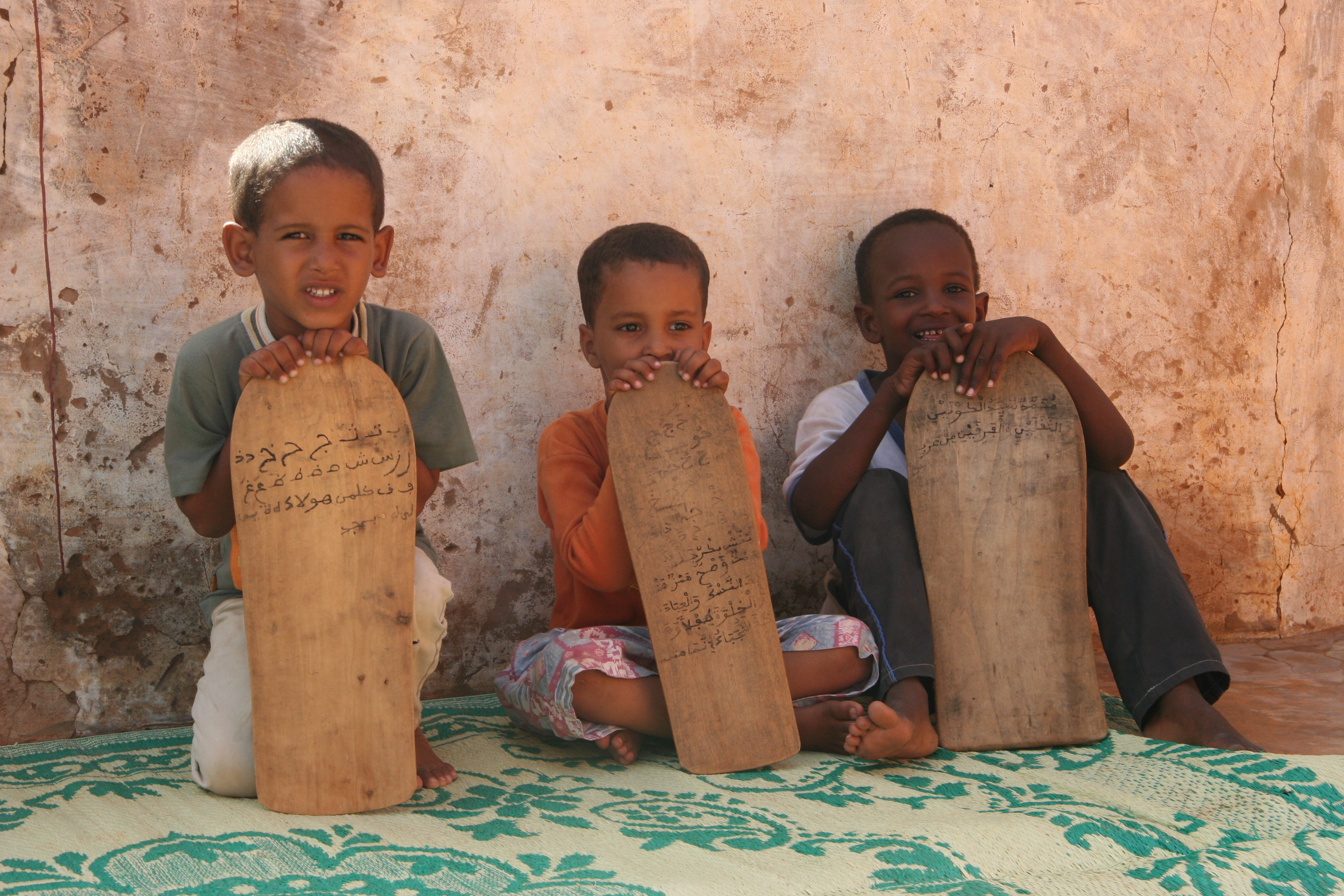
Escolares en una madrasa en Mauritania.

Mauritania es un país de cultura tradicionalmente nómada. Su estructura social es tribal, y basa sus leyes en estas. De trato altamente cortés, y muy social, esto no impedía antiguamente que por usos de pozos y tierras fértiles, estuvieran siempre al borde de alguna guerra entre las tribus.
A principios del siglo XX no existía Mauritania como país, sus pocas ciudades sedentarias dentro del territorio actual eran antiguas ciudades de paso de caravanas y dedicadas principalmente al comercio. Por tanto, la mayoría de los habitantes actuales de Mauritania, eran antiguos comerciantes y pastores nómadas de ganado. Muy poca gente de más de cuarenta años no ha nacido en una jaima (hogar móvil de los habitantes del Sáhara, similar a una tienda de acampar).
Actualmente y debido a las mejoras de las comunicaciones y medios de movilidad, el nomadismo ha pasado en cincuenta años de ser más de un 80 % a un 25 %, pero curiosamente, la mayoría de los habitantes originarios de Mauritania se siguen dedicando al comercio y a la ganadería.

### Música
La música de Mauritania viene predominantemente del mayor grupo étnico del país: los árabes. En la sociedad musulmana, los músicos ocupan la clase social más baja, los iggawin. Los músicos de este estrato social y sus canciones son utilizadas para alabar a los guerreros victoriosos, así como a sus patrones. Los iggawin también tuvieron el papel tradicional de mensajeros, la difusión de noticias entre los pueblos. En la Mauritania moderna, los músicos profesionales son pagados por cualquier interesado en contratar sus servicios.
Los instrumentos musicales tradicionales incluyen un laúd de cuatro cuerdas con forma de reloj de arena llamado tidinit y el ardin especie de arpa ejecutado por las mujeres, de concepción similar al kora. Entre los instrumentos de percusión se encuentran el tbal (un timbal) y el daghumma (una especie de maraca).

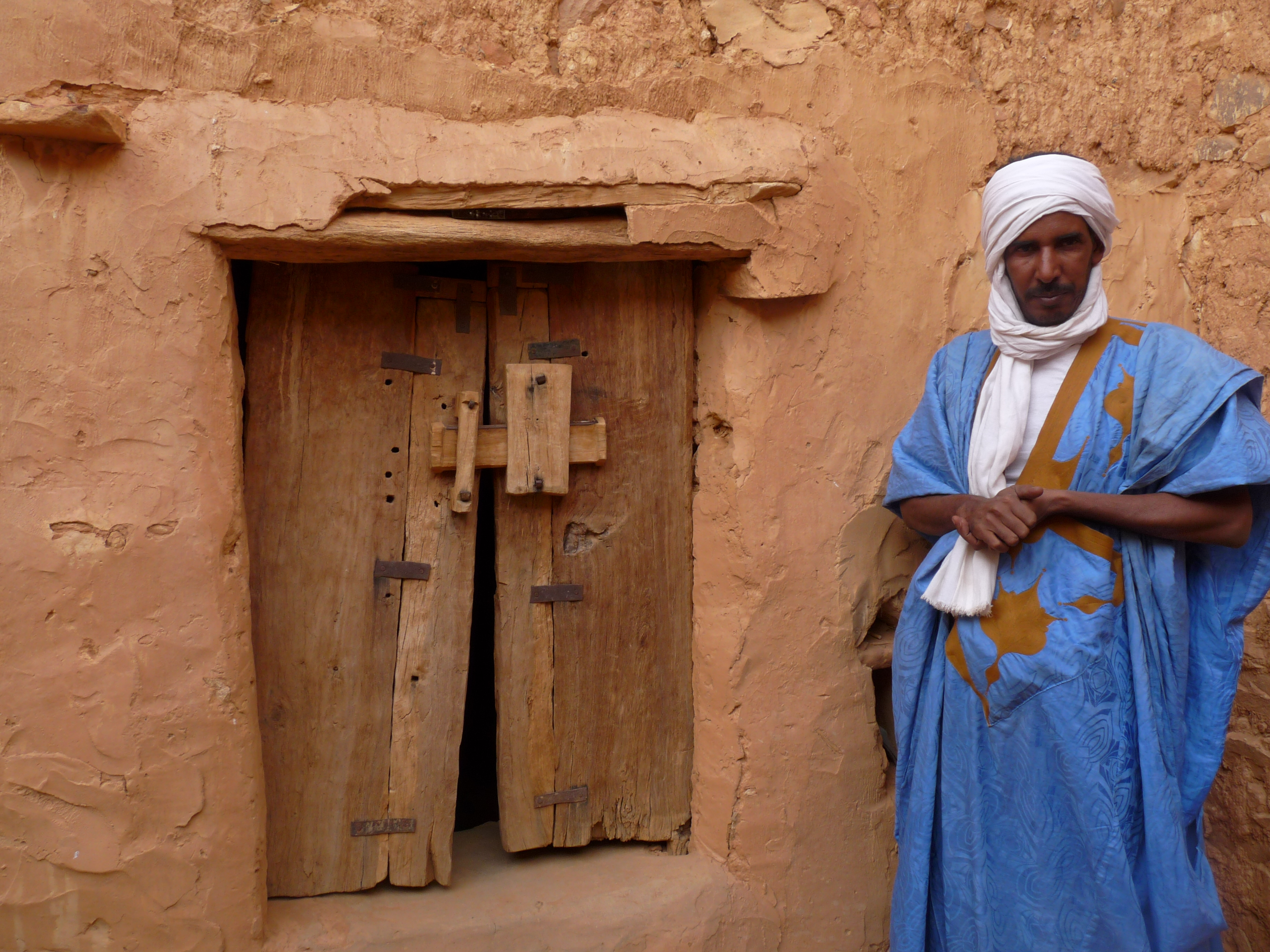
Guía en traje tradicional mostrando la biblioteca Hamoni en Chinguetti (Mauritania)

### Vestimenta
La moda de Mauritania se ha visto influida por las modas tradicionales del norte de África y de África al sur del Sáhara. El clima árido y caluroso del desierto mauritano ha determinado la naturaleza de cada traje tradicional.
La daraa o boubou, de origen fulani, es el traje indiscutible de los hombres moros de Mauritania. Esta prenda tradicional suele estar confeccionada con algodón chiga o bazin adamascado. La daraa puede ser azul o blanca, con una abertura para la cabeza y amplios paneles (mangas) abiertos por ambos lados, que pueden doblarse sobre los hombros. A veces, el boubou está decorado en varias partes con bonitas cenefas. Bajo el boubou, los hombres llevan un sarouel, o pantalón holgado, de color azul, blanco o negro.
La chèche o haouli en hassanya, de color azul, blanco o negro, la llevan los hombres para protegerse del sol y de los vientos arenosos.
La melehfa, un largo velo rectangular, flexible y generalmente fino, envuelve a las mujeres moriscas de la cabeza a los pies. Se tiñe con tintes unicolores o multicolores.
Entre los peuls, soninkés, wolofs y bambaras, las mujeres llevan la versión femenina del boubou, muy extendido en los países sahelianos, con hermosos taparrabos debajo y un pañuelo alrededor de la cabeza. El bolonta lo llevan sobre todo los soninkés de Kaédi, en el sur del país, y tiene forma de caftán, pero sin mangas, con una camisa de manga larga llamada katalla debajo.

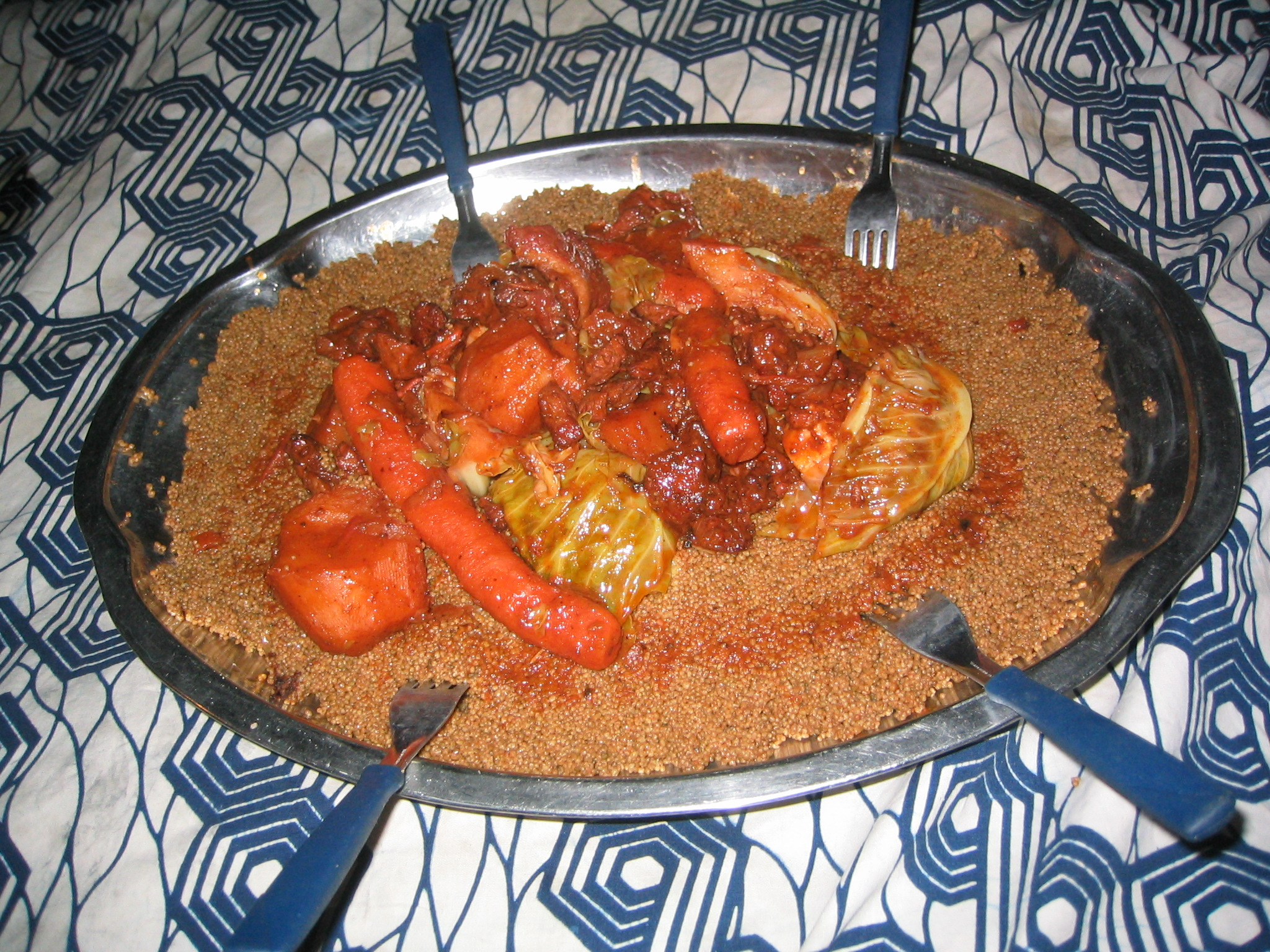
Cuscús de dromedario (Trarza)

### Gastronomía
La cocina mauritana se basa en los productos locales: mijo, trigo, cebada, judías, sandía, dátiles, etc. Es, por tanto, una cocina típica de los pueblos del Sahel. Los platos más conocidos se basan en dos variedades de cuscús conocidas comúnmente como petit couscous y gros couscous, y fundan, Makhafo, El aiche, Baci, sakou, Echerchem, Leglyé, Bellakh, Belleghmane, Hacou, lemvassas, soupou kandia, mechoui, gombo, néré, thiéboudiène, mafé, lakh, etc.
Las proteínas animales proceden del camello, la oveja y la cabra, la ternera y el pescado (en la costa). El queso de caravana se elabora con leche de camello.
Aparte de estos productos tradicionales, también se consumen otros alimentos como el arroz y las papas, y la globalización está influyendo en los métodos y prácticas culinarias.

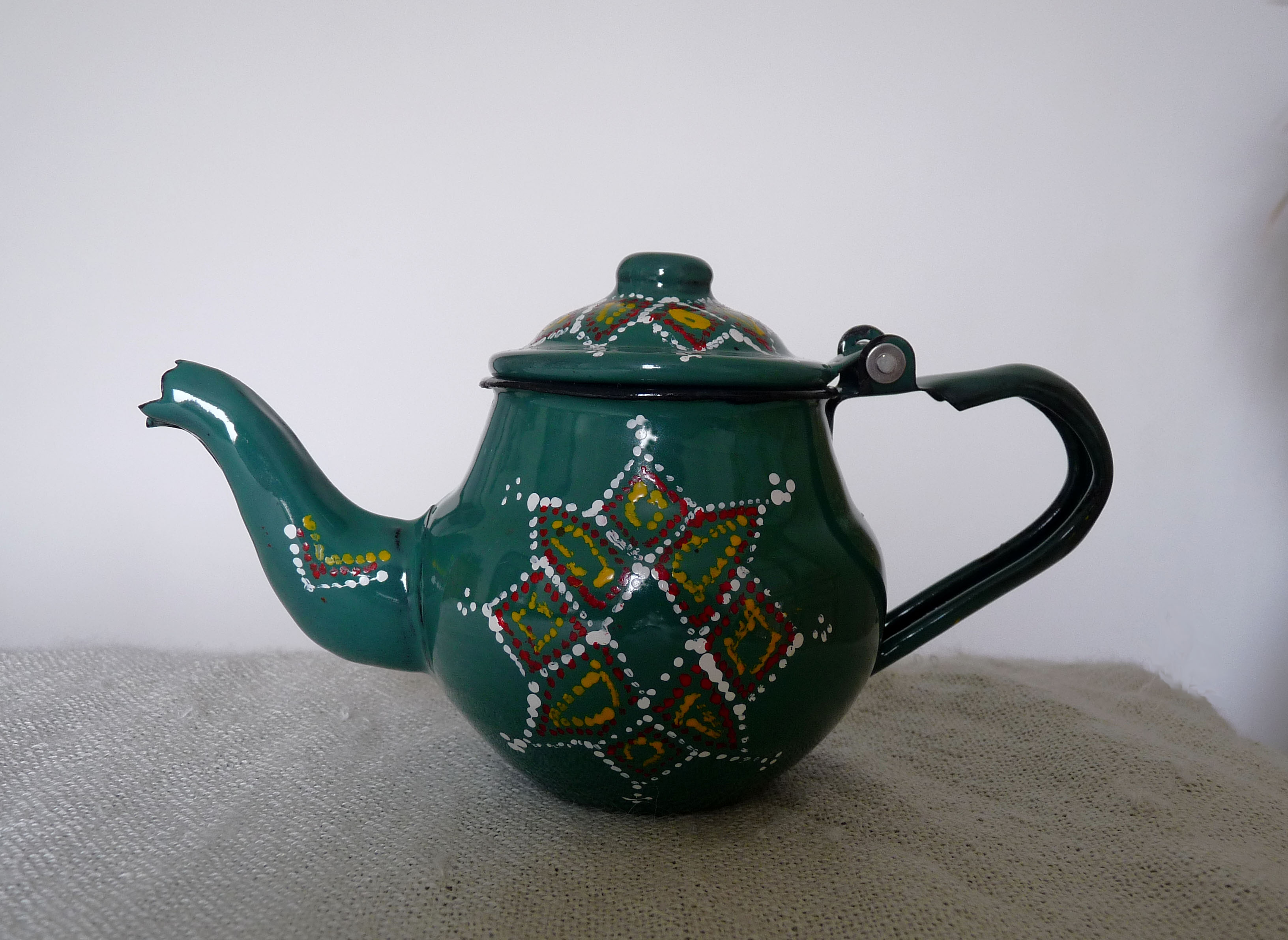
Tetera mauritana

La importación y el consumo de alcohol están oficialmente prohibidos en la República Islámica de Mauritania, pero se toleran.En Nuakchot -la capital- se puede comprar vino y cerveza en muchos restaurantes.

## Deporte
En Mauritania como en otros muchos países del mundo, el fútbol es el deporte rey y para practicarlo de forma tradicional los mauritanos disponen de la Liga mauritana de fútbol, que se compone de doce equipos de fútbol. Hay tres competiciones anuales (la liga nacional y la copa del presidente) pero debido a la mala economía y al desinterés del Gobierno, el sector del voleibol en Mauritania se encuentra en mala situación. El Comité Nacional Olímpico y Deportivo Mauritano (Comité National Olympique et Sportif Mauritanien) ha representado al país en los Juegos Olímpicos desde la edición de 1984, sin haber obtenido ninguna medalla hasta entonces.

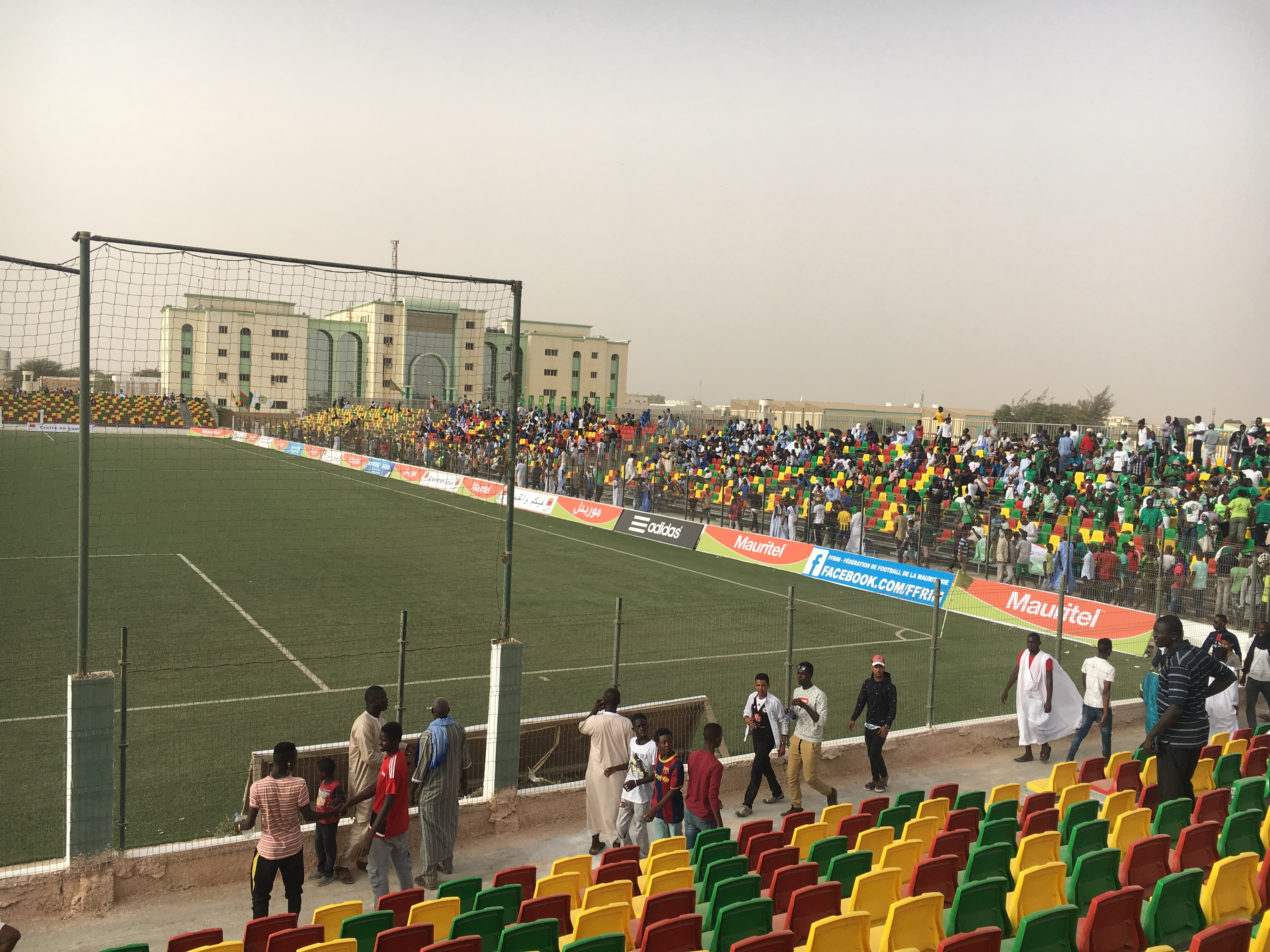
Estadio Cheikha Ould Boïdiya

### Deportes tradicionales
La influencia del islam en las relaciones hombre/mujer han creado dos tipos de juegos.
Los deportes únicamente practicados por mujeres son: es-sig, krour, em-ehmeidech, chnague, lewzar, sigueye, salar entre otros. Estos deportes son practicados en lugares frescos (carpas, casas) o a la sombra de los árboles.
Los deportes únicamente practicados por hombres son: em-edghougha, heiber, towd, dhamette, khreibga, diaro entre otros. Estos deportes son practicados en zonas descubiertas al aire libre. También hay deportes practicados únicamente por los niños.